# Gherla
Gherla (în vechi surse: Armenopolis, în maghiară Szamosújvár, în germană Neuschloss, Armenierstadt, Armenerstadt, în armeană Հայաքաղաք - Hayakaghak) este un municipiu în județul Cluj, Transilvania, România, format din localitățile componente Băița, Gherla (reședința), Hășdate și Silivaș. Are o populație de 20.982 locuitori (2011).

## Istoric
Teritoriul Gherlei a fost locuit fără întrerupere din cele mai vechi timpuri, prezența omului preistoric fiind atestată de materialul arheologic descoperit. Paleoliticul este bine reprezentat printr-un cuțit de silex descoperit pe malul Someșului Mic în 1957 în timp ce materialele din perioada neoliticului includ un nucleu și o așchie de obisdian, mai multe securi de piatră lustruită, figurine de lut, impungătoare din coarne de cerb, ceramică specifică culturii Tisa. Din epoca bronzului au fost descoperite materiale ceramice specifice culturii Sighișoara-Wietenberg, iar din epoca fierului obiecte specifice culturii hallstattiene (i.e. un ac cu podoapă cu cap, un ac de podoabă torsionat, o sârmă torsionată, două inele simple etc).

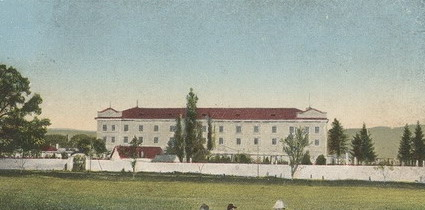
Cetatea Martinuzzi (ulterior penitenciar)

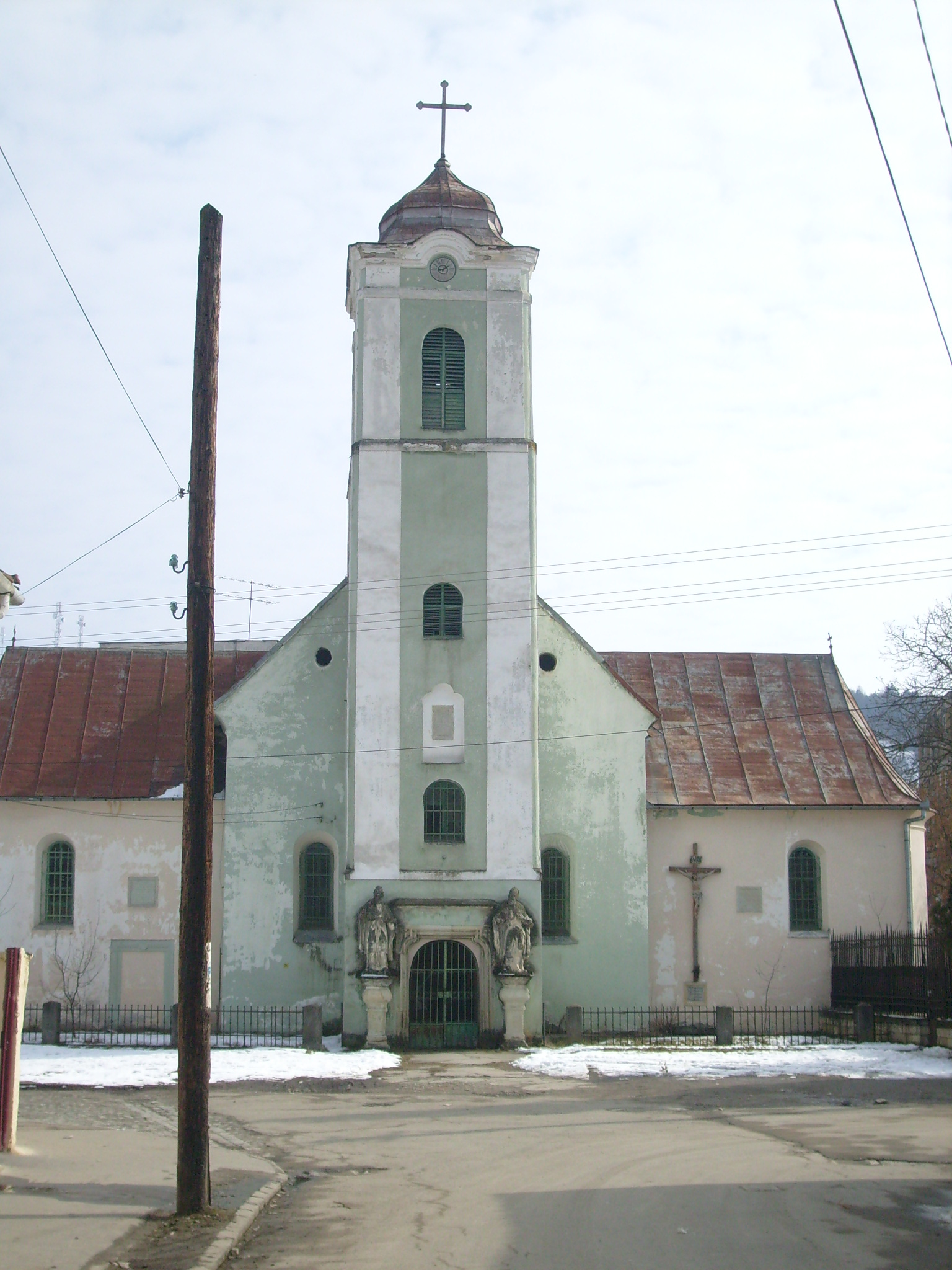
Biserica Solomon (prima jumătate a secolului al XVIII-lea)

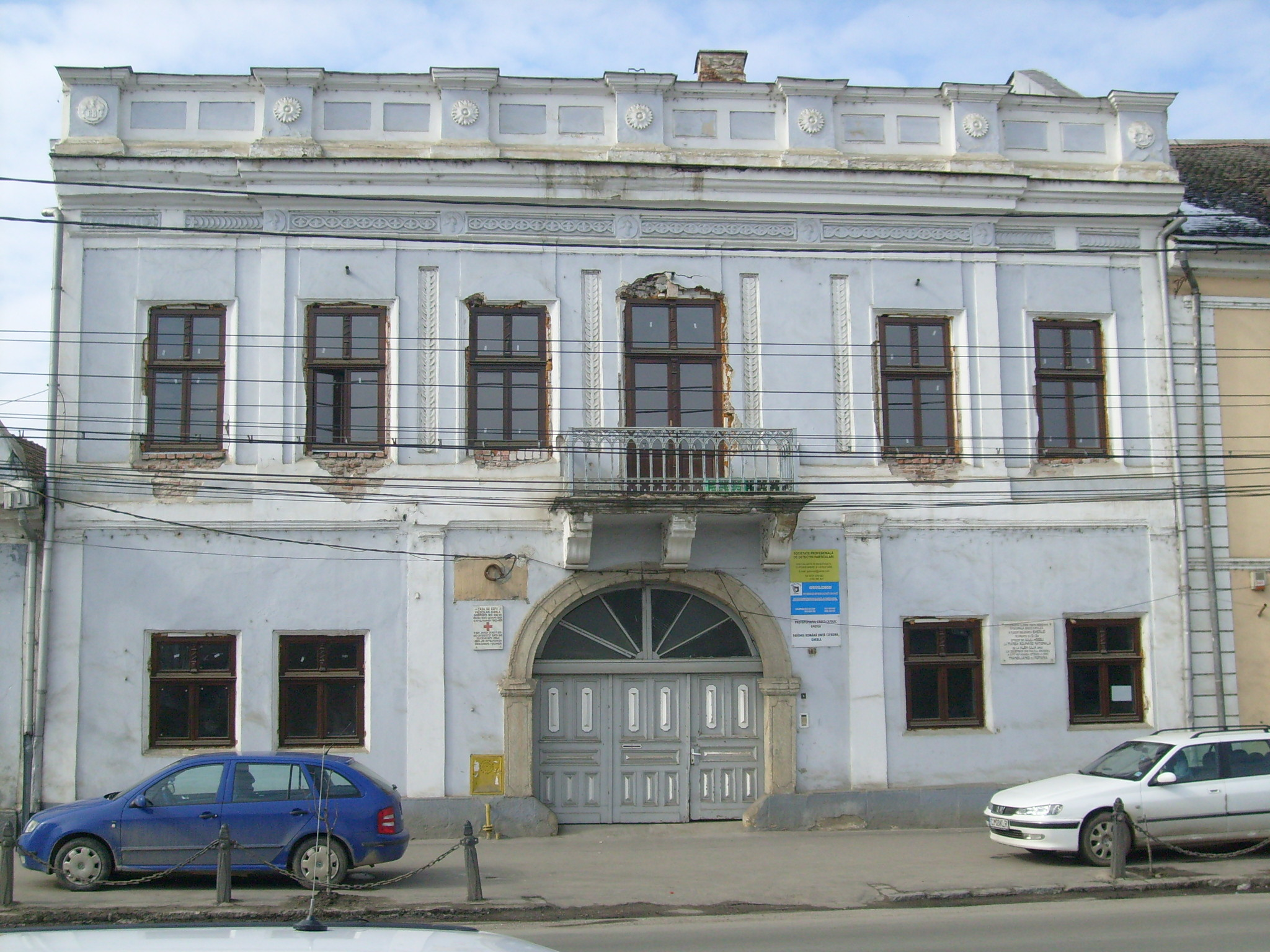
Primul sediu al Episcopiei de Cluj-Gherla

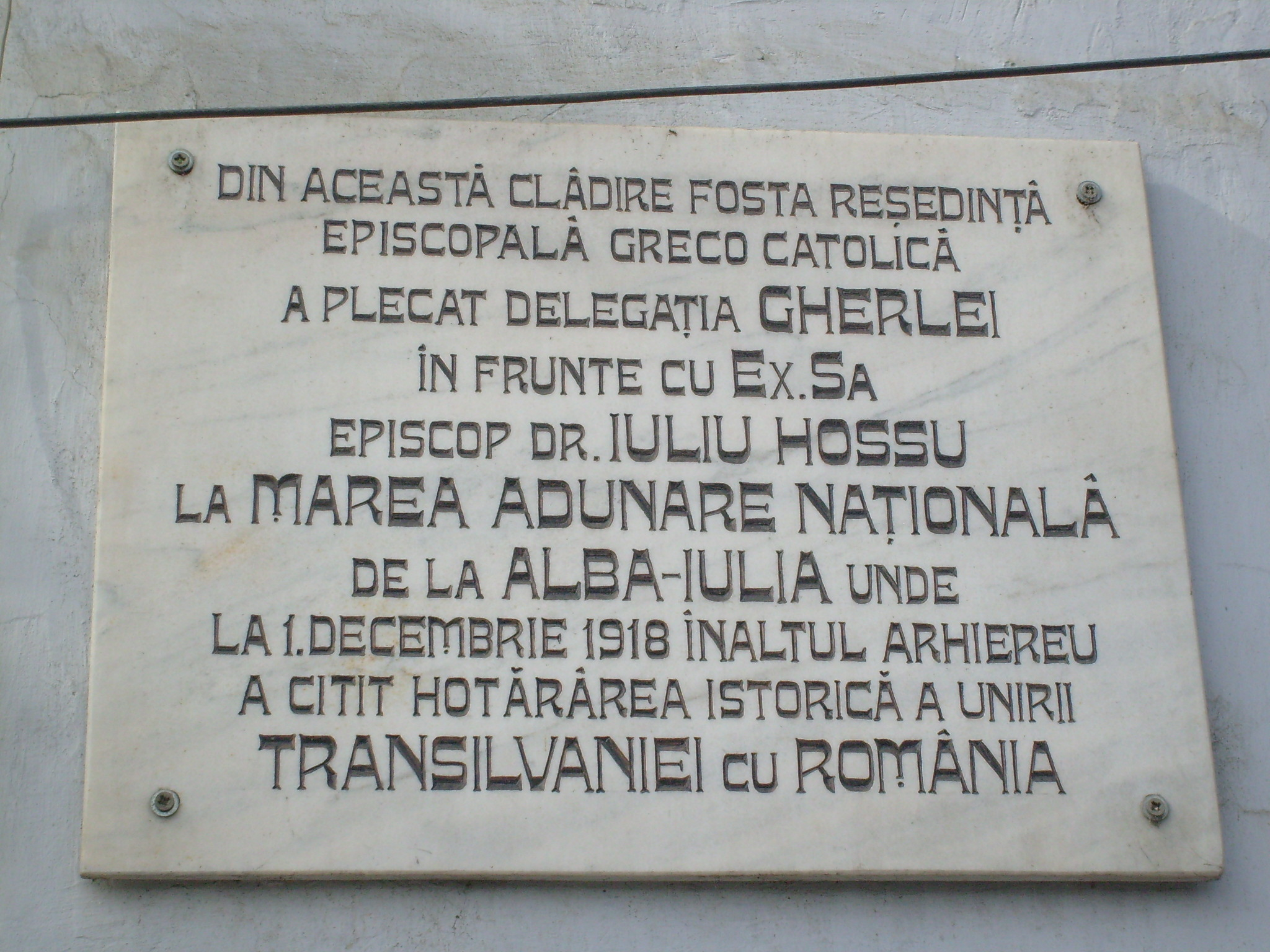
Placă în memoria episcopului Iuliu Hossu

Pe vatra actuală a localității au fost descoperite urmele castrului roman în care a staționat Ala II Gallorum et Pannoniorum, parte din cele opt unități militare romane localizate în Dacia Porolissensis. Cea mai importantă descoperire făcută în castrul roman din Gherla a fost o diplomă militară eliberată la 2 iulie 133 - sub domnia împăratului Hadrian - soldatului Sepenestus Cornon (sau Cornion) din cohorta I Britannica, cu garnizoana la Cășeiu. În textul documentului este menționată Dacia Porolissensis ca unitate administrativă existentă la data eliberării acestei diplome. Castrul a fost părăsit de armata romană odată cu retragerea acesteia din Dacia. Pe teritoriul orașului Gherla s-au descoperit însă și urme de viață socială și activitate economică. Instalarea garnizoanei romane la Gherla a marcat începutul vieții economice în această localitate. Retragerea aureliană nu a influențat circulația monetară în așezare, moneda romană continuând să circule de-a lungul secolului al IV-lea, predominantă fiind cea măruntă de bronz. Monede din acest secol au fost descoperite la Gherla (i.e. 80 de monede în apropierea fostului castru, parte din același tezaur, respectiv alte 20 de piese descoperiri izolate). Mai mult, piese asemănătoare au fost descoperite și la Nicula, Țaga și Iclod, așezări din apropierea Gherlei.
În secolul al IX-lea teritoriul Gherlei era încadrat în Voievodatul lui Gelu. Gherla a fost inclusă în această perioadă mai întâi în comitatul Dăbâca, iar mai târziu în Solnocul Interior. Prima menționare a comitatelor de pe valea Someșului Mic apare în 1164 (Dăbâca), respectiv în 1166 (Solnoc).
Ulterior, așezarea apare menționată ca Novum Castrum (sec. IX - XI) în Chronicom pictum.

### Atestare
Prima atestare documentară a așezării datează din 6 ianuarie 1291, când a fost menționată "Gerlahida"  ("Podul Gerla", hid = pod). Atestarea apare într-un document emis de regele Andrei al III-lea al Ungariei, act prin care locuitorilor Ocnei Dejului li se întăresc anumite privilegii. Tot aici este specificat și faptul că așezarea avea un punct vamal pentru drumurile de uscat. De-a lungul timpului localitatea va apărea menționată sub mai multe nume:
- 1291 - Gherlahida
- 1410 - Gherloah (Gerlah)
- 1458 - Gerlah (Gerláh)
- 1578 - Gherlya possesio
- 1643 - Gherla oppidum
- 1721 - Gherla altfel Szamosujvar
- 1726 - Örményváros - Armenopolis
- 1830 - Szamos-Ujvár, L.R.C. Armenopolis, Armenierstadt Gyerlá
- din 1922 - Gherla

Odată cu anul 1540 se ridică Cetatea Gherlei, care va purta și ea mai multe denumiri în timp:
- 1540 - Novum castrum Balvanos vocatum
- 1542 - Wy Balvanos
- 1548 - Arcis Balwanyos
- 1553 - Wyvár (Cetatea Nouă)
- 1554 - Arx nostra Wyvár
- 1558 - Vivaroz
- 1599 - Zemos Ujvár
- 1632 - Szamos Ujwár

Anul 1291 marchează continuarea vieții în această așezare umană prin menționarea existenței unui punct vamal numit Candia. În 1406, Gherla ajunge în posesia familiei Szántói Laczk, fiindu-i donată de regele Sigismund și este numită printre cetăți drept „possesio”, ocupând un loc privilegiat. Așezarea devine obiect de dispută începând din 1457 - după stingerea familiei Laczk - și este donată în 1467 Episcopiei de Oradea. În 1525, așezarea era controlată și girată de episcopul Perenyi Ferencz. În prima jumătate a secolului al XVI-lea a fost construită în partea de nord-vest a așezării o cetate regală (cunoscută astăzi sub denumirea de cetatea Martinuzzi). La 1580, cetatea intră în posesia lui Sigismund Báthory, iar la 1599 - pentru scurtă vreme - sub stăpânirea lui Mihai Viteazul. După asasinarea lui Mihai, cetatea ajunge în mâinile lui Gheorghe Basta care - la 1601 - transformă cetatea în cazarmă pentru unitățile germane.
În 1701, este ștearsă din rândul cetăților de război, iar la 20 octombrie 1785 este transformată în închisoare centrală sub denumirea de „Carcer Magni Principatus Transilvaniae”. Între 1857-1860 s-a edificat clădirea principală a închisorii.

### Orașul baroc
Gherla este singurul oraș din România care a fost construit în secolul al XVIII-lea după un plan prestabilit și a cărui construcție s-a păstrat până în prezent. Faptul că stilul baroc domină se datorează pătrunderii stilului baroc în Transilvania o dată cu fondarea Gherlei de către coloniștii armeni, veniți din Moldova la inițiativa și cu permisiunea Curții Imperiale de la Viena. Construcțiile înălțate în a doua jumătate a secolului XVIII-lea au fost realizate conform „unor tipare în care elementele de planimetrie locală transilvăneană, dar și cele tipice Austriei superioase sau Boemiei, au primit un adaos decorativ de factură barocă”. La clădirile edificate în secolul al XVIII-lea, ornamentele aparțin stilului baroc „concretizat într-un repertoriu de forme inconfundabil în plastica transilvăneană”, catalogat de istoricul Nicolae Sabău sub genericul „manieră gherleană”. Aici au fost identificate 30 de clădiri din secolul XIX la care se observă influența neoclasicismului. Barocul gherlean impresionează și prin ancadramentele de piatră ale ferestrelor (protejate de grilaje de metal, unicate ale feroneriei transilvănene din sec. XVIII-XIX) din fațada principală care dezvăluire „în timpanul frontonului încoronat de o sprânceană de cornișă în acoladă, un repertoriu ornamental alcătuit din scoici bizare, frunze de acant, vrejuri vegetale stilizate, rocaille-uri de diferite mărimi, rozete, inflorescențe, însemne heraldice, capete de ciobănași în relief și medalioane cu figuri antropomorfe”. Elementele decorative ale clădirilor construite de armeni de-a lungul secolelor XVIII și XIX au evoluat de la Renașterea târzie transilvană la baroc. Cele care conservă elemente decorative proprii Renașterii târzii sunt Biserica Solomon și Casa Lászlóffy - prin ancadramentele cu dentricule -, respectiv inscripția bisericii Solomon și casa Daniel - prin ancadramente decorate cu „motive fitomorfe aplatizate în maniera lui Sipos Dávid”.
Alte orașe din Transilvania au suferit de asemenea transformări radicale în secolul al XVIII-lea, fiind marcate profund de stilul baroc, dar în toate aceste cazuri, a fost prezent un fond arhitectural anterior, care a fost doar particularizat sau transformat. În cazul Gherlei, orașul a devenit nou în întregime, fiind dezvoltat pe terenul ce aparținea cândva cetății Gherlei (locul pe care astăzi este situat penitenciarul Gherla) și lângă care se afla vechiul sat românesc. Orașul baroc s-a edificat pe un teren agricol, fără a fi condiționat de nici o altă construcție premergătoare.

### Orașul armenesc
Armenii au pătruns în Transilvania după ce la sfârșitul secolului al XVII-lea le-a fost permis de principele Mihai Apafi, care a sperat că îi va putea atrage spre protestantism. După acest moment, Gherla apare în documente ca Armenopolis. Cel care a adus un plan prestabilit pentru orașul Gherla a fost episcopul Oxendius Vărzărescu, plan care se presupune că a venit de la Roma.
Elementele care dau valoare zonei de rezervație, care coincide cu piața centrală, sunt, pe lângă valoarea imobilelor, parcelarea, ritmul, modul de ocupare a terenului, prospectul și fronturile străzilor.
Datorită expansiunii Imperiului Habsburgic care promova și se sprijinea pe catolicism, în secolul al XVIII-lea au apărut două programe noi de arhitectură: biserica și mănăstirea. Prima biserică ridicată de armeni este Biserica Solomon, aflată pe strada Cloșca. O altă biserică importantă a Gherlei este biserica armeano-catolică Sfânta Treime, a cărei construcție lasă să se vadă că face parte dintr-un plan prestabilit pentru zona pieței centrale. Mănăstirea franciscană, aflată pe strada Bobâlna, a fost construită după o donație făcută de primarul Gherlei, Victor Daniel, care a dăruit franciscanilor în anul 1742 lotul pentru construirea unei biserici.
În ceea ce privește problema clădirilor de interes public, printre cele mai importante se numără primăria veche, situată în Piața Libertății de astăzi, clădire care a fost demolată în 1893. Noua primărie care funcționează și astăzi, a fost construită în colțul pieței, în manieră eclectică, edificiul distonând față de atmosfera barocă a pieței. O altă clădire reprezentativă a stilului baroc a fost reprezentată de Galeriile Comerciale așezate în fața bisericii Sf. Treime, care au fost demolate în 1962 la intervenția primarului de atunci, fără a exista un plan de sistematizare.
Dezvoltarea Armenopolisului și concentrarea a unei largi populații armenești în zonă (43,4% din cei 5.287 de locuitori ai Gherlei anului 1850) a dus la o dezvoltarea a comerțului și meșteșugurilor (covoare orientale, prelucrarea pieilor).

### Descoperiri arheologice
La sud-est de oraș, pe o terasă a dealului "Șapte cruci", la locul numit "Pietriș", au fost descoperite urmele unei așezări cu mai niveluri de locuire din neolitic, epocile bronzului, fierului, respectiv din epoca romană. Nivelurile arheologice sunt cuprinse într-un strat de 0,70m grosime. Repertoriul, alcătuit din vetre, ceramică, piese litice, securi, figurine, monede etc. au fost datate, catalogate și conservate de către E. Orosz.
La sud de oraș, pe terasă deasupra șesului "Sf. Anton", la Ferma Perint, lângă drumul vechi ce duce spre Săcălaia a fost descoperită o statuetă-menhir din piatră, înaltă de 0,57 m, reproducând o figură umană, din epoca bronzului.
La "Perii pădureți", sub Baia "Chira", a fost descoperit un topor din piatră din epoca neoliticului.
De asemenea, la confluența pârâului Fizeș cu Someșul Mic, a fost descoperit tot un topor din neolitic.
Lângă podul Someșului au fost descoperite fragmente de ceramică, un topor și un corn de cerb, toate din neolitic.
La nord de oraș, pe o terasă a Someșului Mic, înaltă de 21 m, numită "Luncă". Descoperiri: 
- așezare - Așezarea se întinde pe o suprafață de circa 14.000 m2.; datare repertoriu: neolitic, bronz timpuriu
- ceramică; datare repertoriu: La Tene; MAC
- ceramică - între care și fragmente de terra sigillata; datare repertoriu: epoca romană, MAC
- piese litice - unelte din piatră șlefuită, un nucleu, lame și așchii din obsidian; datare repertoriu: neolitic, bronz timpuriu; MAC
- râșniță - mai multe piese; datare repertoriu: neolitic, bronz timpuriu; MAC
- ceramică - fragmente; datare repertoriu: neolitic, bronz timpuriu; MAC
- faună - oase de animale domestice, între care oase de cal; datare repertoriu: neolitic, bronz timpuriu; MAC

La vest de oraș, la poalele dealului "Coasta Gherlii", pe o terasă a Someșului Mic, înaltă de 42 m., a fost descoperită o așezare fortificată, cu inventar. Așezare închisă de un val semi-circular de pământ, lung de cca 50 m și înalt de cca 0,60 m.; datare repertoriu: neolitic, bronz timpuriu.
La sud de oraș, între "Canalul Morii" și șoseaua Dej-Cluj, la baza castrului roman. Descoperiri: 
- așezare; datare repertoriu: neolitic, perioda de tranziție la epoca bronzului; cultura: Coțofeni
- fibulă - din bronz de tip La Tene III; datare repertoriu: La Tene, sec I î. Hr.
- ceramică - fragmente; datare repertoriu: neolitic, tranziție bronz; cultura: Coțofeni

La sud de oraș, către Hășdate, la "Valea Slatinei" sau "Fântâna Sărată". Descoperiri: 
- așezare; datare repertoriu: perioada de tranziție la epoca bronz; cultura: Coțofeni
- ceramică; datare repertoriu: perioada de tranziție la epoca bronzului; cultura: Coțofeni

Descoperiri celtice și dacice neprecizate, aflate în inventarul Muzeului din Gherla. De asemenea, un tezaur compus din obiecte dacice de argint.; datare repertoriu: La Tene; cultura: dacică.

## Înainte de 1918
Ioan COSTIN, paroh gr.cat. din Baia Mare, este autorul primului "Manual de stupărit" în limba română din Transilvania, carte cu 36 de figuri, tipărită la Gherla la imprimeria "Aurora" în anul 1886.
La 1891 se menționa în presa românească că "Lucrul de mână, care de un an și jumătate s'a introdus între obiectele de învățământ ale seminarului pedagogic-teologic „Andreian" din Sibiiu, de mai multă vreme e introdus și în seminarul pedagogic al episcopiei gr.-cat. din Gherla. Cu deosebire se cultivă aici împletiturile de spetează și pipirig. Împletituri de aceste au fost expuse și la exposiția forestieră din anul trecut din Viena, obținând premiul prim al secțiunei, în care au fost expuse. Comitetul exposiției și și unii neguțători ar fi voit să aibă mai multe din aceste producte, dar' direcțiunea seminarului nu a putut satisface cererii, nefiind seminariul școală de industrie."

### Perioada interbelică (1919 - 1940)

#### Primăria orașului Gherla în perioada interbelică
Sfatul Național Român, constituit în 5 noiembrie 1918, a condus orașul Gherla până la 19 martie 1919, dată la care Consiliul Dirigent a desființat sfaturile naționale și a numit prefecți români, punând „țara în ogasul ei normal". Fondurile Sfatului Național Român din Gherla, în momentul desființării acestuia, au fost utilizate pentru înființarea Casinei Române și ajutorarea săracilor. Treptat, în fruntea instituțiilor de stat au fost numiți „șefi români". În perioada interbelică orașul Gherla a fost condus de mai mulți primari. La 1 iunie 1919 prefectul județului Solnoc-Dabaca (Someș din 1925) l-a numit primar al orașului Gherla pe Victor Micsă, absolvent al Liceului de Stat din Dej și al Facultății de Drept din cadrul Universității din Cluj. Serviciul militar l-a făcut în armata austro-ungară, luând parte ca ofițer la Primul Război Mondial, din care s-a întors invalid. Consiliul Comunal al orașului Gherla era alcătuit din consilieri aleși, consilieri de drept și consilieri „supleanți". Spre exemplificare, arătăm că în anul 1926 acesta era alcătuit din 12 consilieri aleși (6 români, 6 minoritari), 8 consilieri de drept (4 români, 4 minoritari) și 4 consilieri „supleanți" (2 români, 2 minoritari). Funcționarii primăriei Gherla erau organizați pe servicii și birouri - Serviciul Administrativ; Biroul Arhivei, Registraturii și Expediției; Biroul Stării Civile; Biroul Financiar și de Contabilitate. Aceștia au fost recrutați înainte de Marea Unire (1918) din rândul maghiarilor, armenilor și al altor minoritari, limba maghiară fiind singura folosită în administrație. După unirea Transilvaniei cu România și în primăria Gherla au fost aplicate principiile fundamentale ale Rezoluției Marii Adunări Naționale de la Alba Iulia referitoare la dreptul fiecărui popor de a se „instrui, administra și judeca în limba sa proprie prin indivizi din sânul său". Etniile minoritare gherlene au avut reprezentanți atât în Consiliul Comunal, cât și în „Delegațiunea Permanenta, bucurându-se de „folosința limbii lor materne" în administrație, fapt demonstrat de „Tabloul comparativ al funcționarilor români și minoritari în administrația orașului Gherla, înainte de Unire și în ultimii 14 ani", elaborat la 8 aprilie 1933.
Minoritarii din Gherla ocupau posturi în unele instituții ale orașului în procent mai mare decât românii. Este cazul serviciilor de poștă și telegraf, care în anul 1932 aveau posturile ocupate cu funcționari minoritari (60%) și cu funcționari români (40%). În anul 1927 orașul Gherla avea 1.200 de case și 300 de grajduri, iar în anul următor 1.207 case și 315 grajduri. Majoritatea caselor erau construcții vechi, ridicate înainte de 1918 și foarte puține după această dată. Între anii 1913-1927 au fost clădite în oraș 40 de case. Precizăm că din cauza Primului Război Mondial între anii 1915-1918 n-a fost clădită nicio casă. Gherla face parte din categoria „orașelor-stradă", caracteristică, în principal, a orașelor mici și mijlocii. Specificul acestui tip urbanistic este concentrarea întregii vieți comerciale și administrative de-a lungul unei străzi sau a mai multor străzi. Orașele-stradă au fost, de regulă, vechile târguri apărute la popasurile drumurilor comerciale. În cazul Gherlei adăugăm și rolul cetății Martinuzzi în formarea și evoluția acesteia de la modestul oraș medieval la cel modern.

#### Aspecte ale activității politice și culturale
În perioada interbelică au activat în Gherla diferite partide politice, între care pot fi menționate: P.N.L., P.N.T., MADOSZ, Partidul Social-Creștin, Liga Antirevizionistă Română etc. Partidul Social-Creștin s-a alăturat prin fuziune Ligii Apărării Naționale Creștine, înființată la Iași în 1923 de către profesorul A.C. Cuza, la care au aderat Acțiunea Românească din Cluj și Fascia Națională Română.  În noul cadru politic creat de unirea Transilvaniei cu România, în Gherla, ca peste tot în Transilvania, viață (economică, socială, politică și culturală) și-a urmat cursul firesc, ascendent, favorabil în primul rând românilor. În perioada interbelică serbările naționale s-au desfășurat în sala de teatru a hotelului „Coroana", în sala de gimnastică și pe arena sportivă a Liceului „Petru Maior" Gherla, în grădina publică (Parcul Regina Maria) sau în piață orașului, cu participarea școlilor de stat și confesionale, a autorităților bisericești, civile și militare. „Festivele" dedicate zilei de 10 Mai s-au desfășurat în anii 1923, 1924 și 1927 în Parcul Regina Maria sau în piață Gherlei. În 10 mai 1929, cu ocazia comemorării unui deceniu de la „unirea tuturor românilor", a fost plantat un stejar în curtea Liceului „Petru Maior". Consacrat prin serviciu religios "în rangul de Arborele Unirii", a fost și este simbolul „unității neamului românesc unit pe vecie în hotarele sale etnice [...] și al vitejiei românului și al trăiniciei acestei uniri", după cum afirma directorul Emil Precup în cuvântul său. Până în anul 1929 comemorarea zilelor de 1 Decembrie, 24 Ianuarie și 10 Mai, 20 Mai etc. s-a făcut pentru a marca aceste momente importante din istoria poporului român. După această dată acțiunile au avut un caracter antirevizionist. În Transilvania demonstrații mari cu caracter antirevizionist au avut loc după ce guvernul maghoar a organizat manifestațiile revizioniste din 13 noiembrie 1932, cu prilejul împlinirii a 11 ani de la ratificarea Tratatului de la Trianon de către Parlamentul de la Budapesta.  La 20 mai 1929, cu prilejul Zilei Eroilor, au fost organizate la Alba Iulia serbările Unirii, primele manifestări de amploare cu caracter antirevizionist din România. La Gherla, Liga Antirevizionistă își face simțită prezența începând cu anul 1935, când în fruntea ei a fost profesorul Isac Mocanu. În cadrul acesteia au activat profesori ai Liceului „Petru Maior" și alții. În anul școlar 1936/1937, profesorul dr. Emil Precup era președintele secției Ligii Antirevizioniste din Gherla.

#### Economia Gherlei în perioada interbelică
După Marea Unire, în Gherla s-au înregistrat progrese însemnate și pe plan economic. În oraș existau în perioada interbelică mai multe fabrici: Fabrica de spirt, Fabrica de salam „Ajan Teodor", Fabrica de cărămidă, fabrica de piele a lui Ajan Ioachim, Fabrica de nasturi, Atelierul de mobile și clădiri a lui Iosif Buzban, Fabrica de mobilă „Frații Szarka", Fabrica de postav și țesătorie, Fabrica de gheață, Fabrica de săpun, Fabrica de ulei a lui Keller Ioan, Fabrica de ghete, două fabrici de apă gazoasă, fabrica de var și câteva fabrici de oțet. Agricultura a continuat să fie o activitate economică importantă pentru locuitorii orașului Gherla. În 1922 teritoriul orașului era de 1.318 iugăre și 1.470 de stânjeni pătrați. Au predominat proprietățile mici. Statisticile prezentate conduc la ideea că cea mai mare parte a pământului arabil era ocupată de culturile de grâu, porumb, orz și ovăz. Pe lângă acestea se mai cultivau secara, plante furajere și legume. Locuitorii au neglijat cultivarea pomilor fructiferi, deși orașul avea pământ roditor. Creșterea animalelor nu a fost „destul de dezvoltată din cauza teritoriului relativ mic al orașului", dar și a modului în care era folosit „izlazul comunal". O dezvoltare substanțială a înregistrat sectorul comercial datorită transformărilor economice care s-au produs după Unirea din 1918 și lărgirii rețelei bancare. În perioada interbelică, în Gherla și-au desfășurat activitatea 30 de firme, 7 restaurante, cafeneaua 'Unirea", bufetul "Urania", diferite chioșcuri și „șetre".

### Gherla în perioada 1940-1944
După Dictatul de la Viena din 30 august 1940, în partea nordică și estica a Transilvaniei a fost instaurată administrația militară hortystă. Gherla a fost ocupată de armatele maghiare în 10 septembrie 1940. Sub presiunea noilor autorități, o parte din românii din localitate au fost nevoiți să se refugieze în România. Cei care nu s-au refugiat, precum și celelalte minorități au fost trimise pe frontul de est sau concentrați în batalioanele de munca forțată. Conform memoriilor lui Tudor Bugnariu, „numele celor mobilizați, mă surprinde faptul că, deși erau ortografiate în ungurește, imensa lor majoritate erau românești, sârbești sau ucrainene. [...] În cazarmă domina limba română. DIn prima zi îmi dădui seama că, îndeplinind cererea lui Keitel, Horthy intenționa să trimită pe frontul de răsărit trupe de minoritari, pentru a-i păstra pe unguri în vederea deznodământului”. Odată cu izbucnirea războiului împotriva URSS, Ministerul Apărării a hotărât înființarea detașamentelor de muncă românești. Compania de munca nr. 1058 constituită la Gherla avea 200 de români organizați în patru plutoane, în componența căreia intrau 3-4 muncitori, 8 intelectuali și țărani. În sectorul companiei din Gherla erau 15-20 de companii, majoritatea românești, printre care se aflau și companii evreiești sau sârbești.
Evreii din Gherla, concentrați în detașamentele de muncă, au fost cuprinși în Detașamentul 110/16 Gherla. În județul Someș au fost înființate cu acordul prefectului grof Bethlen Bela, două lagăre de concentrare pentru evrei. Primul lagăr a fost înființat la circa 2 km de Dej, iar al doilea în Gherla la fabrica de cărămidă. Organizatorii lagărului de concentrare din Gherla erau Tamási Ludovic (primarul orașului), Bereczki Ernest (șeful poliției) și Iványi András (comisarul șef al poliției). La 3 mai 1944, evreii au fost ridicați din locuințele lor și internați în lagărul de la fabrică. Lagărul a fost organizat pentru circa 700 de evrei din localitățile din zonă. După alte surse, în lagărul de la Gherla au fost concentrați aproape 1600 de evrei, dintre care 400 erau originari din oraș, iar restul din satele din împrejurimi. După 7-8 zile, aceștia au fost transferați în lagărul de la Cluj, iar mai târziu au fost deportați la Auschwitz.
La 8 octombrie 1944 a început operațiunea „Cluj” care avea drept scop eliberarea părții nordice și estice a Transilvaniei aflată sub ocupație hortysto-hitleristă. La 11 octombrie, Clujul este eliberat, iar ostașii Corpului de Munte român au elibertat orașul Gherla pe 13 octombrie.

### Gherla în perioada 1944-1965
După eliberare, conducerea provizorie localității a fost numită de autoritățile militare care au înfrânt și alungat armatele hortyste. Avocatul Ștefan Boitor a fost numit în funcția de primar. Noua administrație s-a preocupat, în primul rând de instaurarea stării de normalitate, de înlăturare a urmelor războiului și de aprovizionare a populației. După reintrarea părții estice și nordice a Transilvaniei în componența României la 9 martie 1945, autoritățile s-au străduit să înlăture schimbările realizate de către maghiari. La 11 martie  1945, primarul Boitor a cerul inginerului șef să ia „măsuri urgente de înlocuire a tablelor indicatoare cu text unguresc de la intrările orașului” cu altele „cu inscripție română”. Concomitent, numele străzile au primit denumiri românești.
După instaurarea regimului stalinist în 1948, comuniștii s-au infiltrat treptat la nivel local în conducerea unor întreprinderi și instituții prin intermediul unor organisme precum „Comitetul Gospodăresc de Însămânțări”, unde erau prezenți membri ai Partidului Muncitoresc Român. În cadrul alegerilor din 3 decembrie 1950, 25 de candidați au fost propuși de Sfatul Popular al orașului; din cele 4.145 de voturi înregistrate, 3.981 (96,04%) au fost pentru Frontul Democrației Populare (FDP), coordonat de PMR. Pe parcursul anilor 1950, Gherla a trecut prin procesul de industrializare socialistă, fiind înființate Cooperativa e Consum „Cruțarea” (carmangerie și cofetărie), Cooperativa „Fulgerul” (construcții, renovări și reparații) și Întreprinderea de industrie locală „Someșul” (aceasta includea o fabrică de cărămidă, trei prese de ulei, două darace pentru lână și 16 mori). Mai târziu, este construit Combinatul de Industrializare a Lemnului (1961). În ciuda acestor progrese, în 1958 existau încă două probleme vitale pentru dezvoltarea orașului care nu au fost rezolvate: introducerea gazului metan și alimentarea cu apă. Dezvoltarea economică a orașului stăvilea „pornirea multora de a se muta la Cluj, contribuindu-se astfel la decongestionarea acestui mare centru economic și cultural”.

### Perioada comunistă
Singura salvare care a ajutat la conservarea construcțiilor a fost sărăcia cruntă din secolele al XIX-lea și XX, precum și intervenția socialistă care a început destul de târziu. Astfel, „orașul de pe Someș” și-a continuat dezvoltarea în afara drumului de tranzit Cluj-Dej datorită așezării în partea estica a râului. Cele mai multe case construite în acest stil sunt păstrate și azi, inscripțiile legate de proprietari și anul construcției fiind dispărute în perioada interbelică, când pentru a fi vândute la un preț cât mai bun, era nevoie ca aceste inscripții să fie șterse. Până în 1989 existau o serie de planuri de sistematizare al căror principal scop era de a se demola mai mult pentru a se începe construcția de blocuri. Astfel de demolări au fost începute în zona gării, unde în locul vechilor clădiri au apărut blocurile-dormitor specifice epocii socialiste.

### Gherla în anii democrației postdecembriste

#### Revolta populară din Gherla
Anul 1989 a marcat prăbușirea regimurilor comuniste din Europa. Treptat, liderii politici din Polonia, Cehoslovacia, Ungaria, R. D. Germană, și Bulgaria au cedat puterea unor comuniști din eșalonul al doilea, care "au pornit pe calea coborârii pașnice cu forțele politice din opoziție". În România răsturnarea regimului totalitar s-a produs pe cale violentă. Informațiile despre evenimentele din Timișoara au ajuns la Gherla prin intermediul posturilor radio "Europa Liberă" și "Vocea Americii" care ofereau detalii despre desfășurarea acestora. În Penitenciarul Gherla acestea au ajuns prin intermediul persoanelor care veneau la "Vorbitor", dar și pe cale oficială, prin ordinul Direcției Generale a Penitenciarelor de a trimite "militari înarmați la Timișoara în data de 17 decembrie 1989". Lt. col. Vasile Rusu, comandantul Penitenciarului Gherla, fiind la zi cu desfășurarea evenimentelor din Timișoara, a refuzat executarea întocmai a ordinului. A trimis la Timișoara 10 subofițeri, sub comanda lt. major Lungu Vasile, dar fără armament și muniție. Militarii Penitenciarului Gherla au pornit spre Timișoara în 17 decembrie 1989, în jurul orei 20, având de luat pe traseu 10 subofițeri de la Penitenciarul Aiud, 5 de la Penitenciarul Târgu Mureș și 10 de la cel din Deva. Ajunși la Timișoara, aceștia au primit misiuni specifice în Penitenciarul Timișoara și nu au participat la acțiuni împotriva populației Au revenit la Gherla în 23 decembrie 1989. Inca din 17 decembrie 1989, Penitenciarul Gherla era în stare de alertă, constituindu-se un Stat Major cu misiunea de a se informa despre toate evenimentele din țară transmise prin Tv, Radio, Fax, stații emisie-recepție, telefoane sau 'radio șanț". În acest mod s-au cules informații despre evenimentele petrecute în acele zile în Cluj-Napoca, Dej, Gherla etc.

## Geografie
Municipiul Gherla este situat în nord-vestul Podișului Transilvaniei, la intersecția Câmpiei Transilvaniei cu Podișul Someșan, pe malul drept al râului Someșul Mic. Majoritatea orașului se întinde pe cea de-a doua terasă a Someșului Mic, până sub Dealul Corobăii (denumit și Dealul Becleanului). La nord Gherla se învecinează cu satele Mintiu Gherlii, Petrești și Bunești, la sud cu Hășdate, Silivaș, Livada, iar la est cu Fizeșu Gherlii, Bonț și Nicula.
Clima se încadrează în tipul climatului temperat de dealuri. Principala apă curgătoare este râul Someșul Mic, acesta izvorând din Munții Bihorului.
Vegetația este formată în majoritate din specii ierboase, cu plante precum pirul, trestia, papura, lintița, diverse graminee ș.a. plante. În partea de nord se află Pădurea Morii formată preponderent din stejari, carpeni, aluni, etc. În centrul Gherlei, în parc cresc specii de castani, plopi, tei, stejari, brazi, ulmi, carpeni, pini, molizi, fagi, salcâmi, tisa și două exemplare de Gingobiloba, considerate monumente ale naturii. Parcul este denumit și Grădina Elisabeta.
Fauna se caracterizeazî printr-un număr mare de rozătoare, dintre care menționăm iepurele. În zona de pădure întâlnim mistrețul, căprioara, viezurele, vulpea și lupul. Fauna ornitologică cuprinde specii cum sunt ciorile, stăncuțele, vrăbiile, gaițele, graurii, porumbeii și turturelele. În ultimii ani, Păduricea Morii a fost populată cu fazani. De asemenea, în această zonă întâlnim păsări cântătoare și de baltă.
Pe teritoriul acestei localități se găsesc izvoare sărate, saramura fiind întrebuințată din vechi timpuri de către localnici.

## Demografie
Componența etnică a municipiului Gherla
     Români (72,53%)
     Maghiari (13,13%)
     Romi (2,82%)
     Alte etnii (0,51%)
     Necunoscută (11,01%)
Componența confesională a municipiului Gherla
     Ortodocși (64,86%)
     Reformați (10,96%)
     Greco-catolici (3,96%)
     Romano-catolici (2,68%)
     Penticostali (2,48%)
     Alte religii (3,08%)
     Necunoscută (11,98%)
Conform recensământului efectuat în 2021, populația municipiului Gherla se ridică la 19.873 de locuitori, în scădere față de recensământul anterior din 2011, când fuseseră înregistrați 20.982 de locuitori. Majoritatea locuitorilor sunt români (72,53%), cu minorități de maghiari (13,13%) și romi (2,82%), iar pentru 11,01% nu se cunoaște apartenența etnică. Din punct de vedere confesional, majoritatea locuitorilor sunt ortodocși (64,86%), cu minorități de reformați (10,96%), greco-catolici (3,96%), romano-catolici (2,68%) și penticostali (2,48%), iar pentru 11,98% nu se cunoaște apartenența confesională.

## Politică și administrație
Municipiul Gherla este administrat de un primar și un consiliu local compus din 19 consilieri. Primarul, Ionel-Ovidiu Drăgan[*], de la Partidul Național Liberal, este în funcție din octombrie 2020. Începând cu alegerile locale din 2024, consiliul local are următoarea componență pe partide politice:
|  | Partid                                 | Consilieri | Componența Consiliului | Componența Consiliului | Componența Consiliului | Componența Consiliului | Componența Consiliului | Componența Consiliului | Componența Consiliului |
|  | -------------------------------------- | ---------- | ---------------------- | ---------------------- | ---------------------- | ---------------------- | ---------------------- | ---------------------- | ---------------------- |
|  | Partidul Național Liberal              | 7          |                        |                        |                        |                        |                        |                        |                        |
|  | Alianța Dreapta Unită                  | 3          |                        |                        |                        |                        |                        |                        |                        |
|  | Uniunea Democrată Maghiară din România | 3          |                        |                        |                        |                        |                        |                        |                        |
|  | Partidul Social Democrat               | 3          |                        |                        |                        |                        |                        |                        |                        |
|  | Alianța pentru Unirea Românilor        | 2          |                        |                        |                        |                        |                        |                        |                        |
|  | Trif Adrian-Claudiu                    | 1          |                        |                        |                        |                        |                        |                        |                        |

### Evoluție istorică
De-a lungul timpului populația localității a evoluat astfel:

### Structură confesională
Din punct de vedere confesional evoluția demografică a fost următoarea:

## Monumente

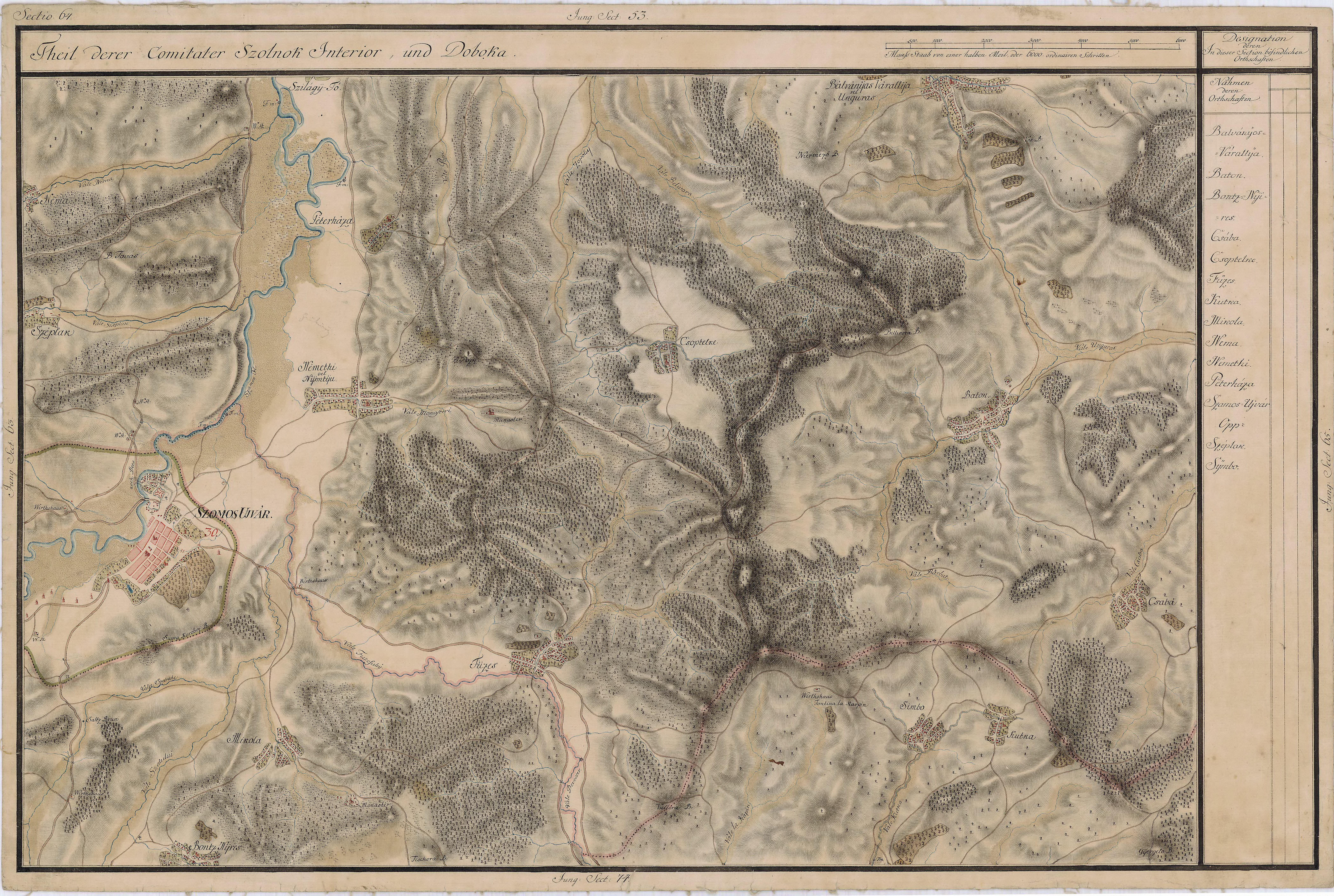
Gherla în Harta Iosefină a Transilvaniei, 1769-1773

- Cetatea Gherla (Cetatea Martinuzzi).
- Biserica Solomon (1724-1725)[63]
- Catedrala armeano-catolică Sfânta Treime, construită între 1748-1804 în stil baroc și neoclasic.
- Biserica și mănăstirea franciscană, în stil baroc (sec. al XVIII-lea).
- Casa Karácsonyi din Gherla
- Biserica Șimaian, prima biserică armeano-catolică din Gherla, ctitorită de frații Șimaian.
- Catedrala Intrarea în Templu a Maicii Domnului, consacrată în anul 1905 de episcopul greco-catolic de Gherla Dr. Ioan Sabo, care se află înmormântat în această ctitorie a sa. Tot aici se află înmormântat episcopul greco-catolic Dr. Vasile Hossu, care a păstorit la Eparhia de Gherla între anii 1912-1916.
- Sinagoga din Gherla (1903).[64]
- Mănăstirea Nicula.

## Alte obiective
- Lacul Știucii, aflat la 12 km distanta de Gherla, lângă șoseaua Gherla - Nicula - Bonț - Săcălaia - Sic

## Orașe înfrățite
- Idjevan, Armenia[65]
- Yezur, Franța (1995)[66]
- Aba, Ungaria (1998)[66]
- Nendaz, Elveția (1999)[66]
- Forchheim, Germania (2000)[66]
- Polski Trămbeș, Bulgaria (2014)[67]

## Personalități
- Auxențiu Vărzărescu (1655 – 1715), primul episcop armean de Gherla;
- Mihail Șerban (1819 - 1888), primul director al Preparandiei din Gherla;
- Grigore Moldovan (1845 - 1930), filolog, rector al Universității Franz Joseph din Cluj;
- Ioan Boca (1870 - 1932), deputat în Marea Adunare Națională de la Alba Iulia 1918;
- Aurelia Suciu (1882 - 1975), deputat în Marea Adunare Națională de la Alba Iulia 1918;
- Iuliu Hossu (1885 - 1970), episcop greco-catolic de Gherla, cardinal;
- Tiberiu Coste (1918 - 1984), profesor, dirijor, compozitor;
- Laurențiu Moldovan (1933 - 2008), pilot român de raliu;
- Mihai Chezan (n. 1935), voleibalist;
- Tamás Aján (n. 1939), membru al Comitetului Internațional Olimpic;
- Silviu Prigoană (n. 1963), afacerist și politician;
- Laur Aștilean (n. 1973), fotbalist.

## Imagini

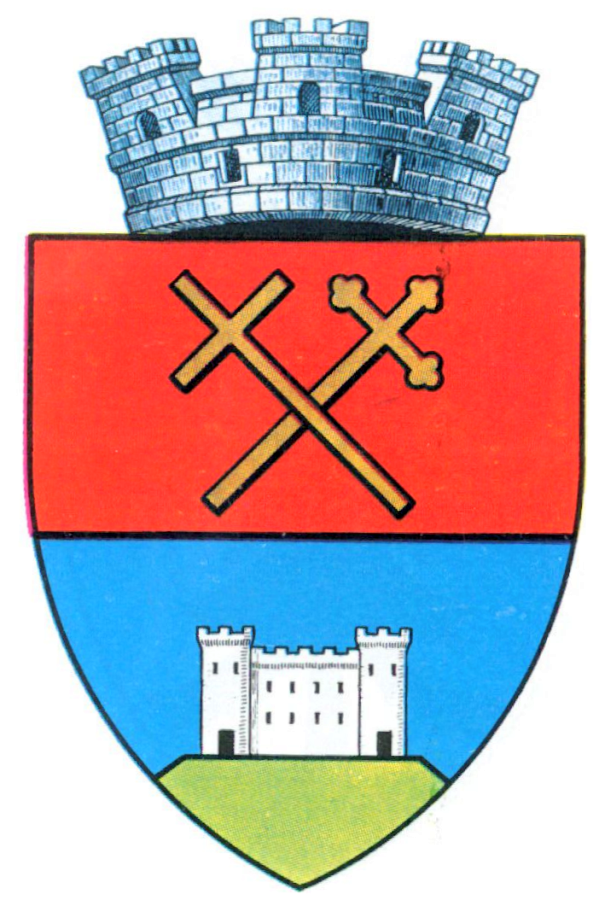
Stema orașului Gherla în perioada interbelică
Vedere a orașului Gherla la începutul secolului al XX-lea
Catedrala Greco-Catolică într-o ilustrată din secolul al XIX-lea
Catedrala Armeano-Catolică, desen din secolul al XIX-lea
Clădire istorică din Gherla, desen din secolul al XIX-lea
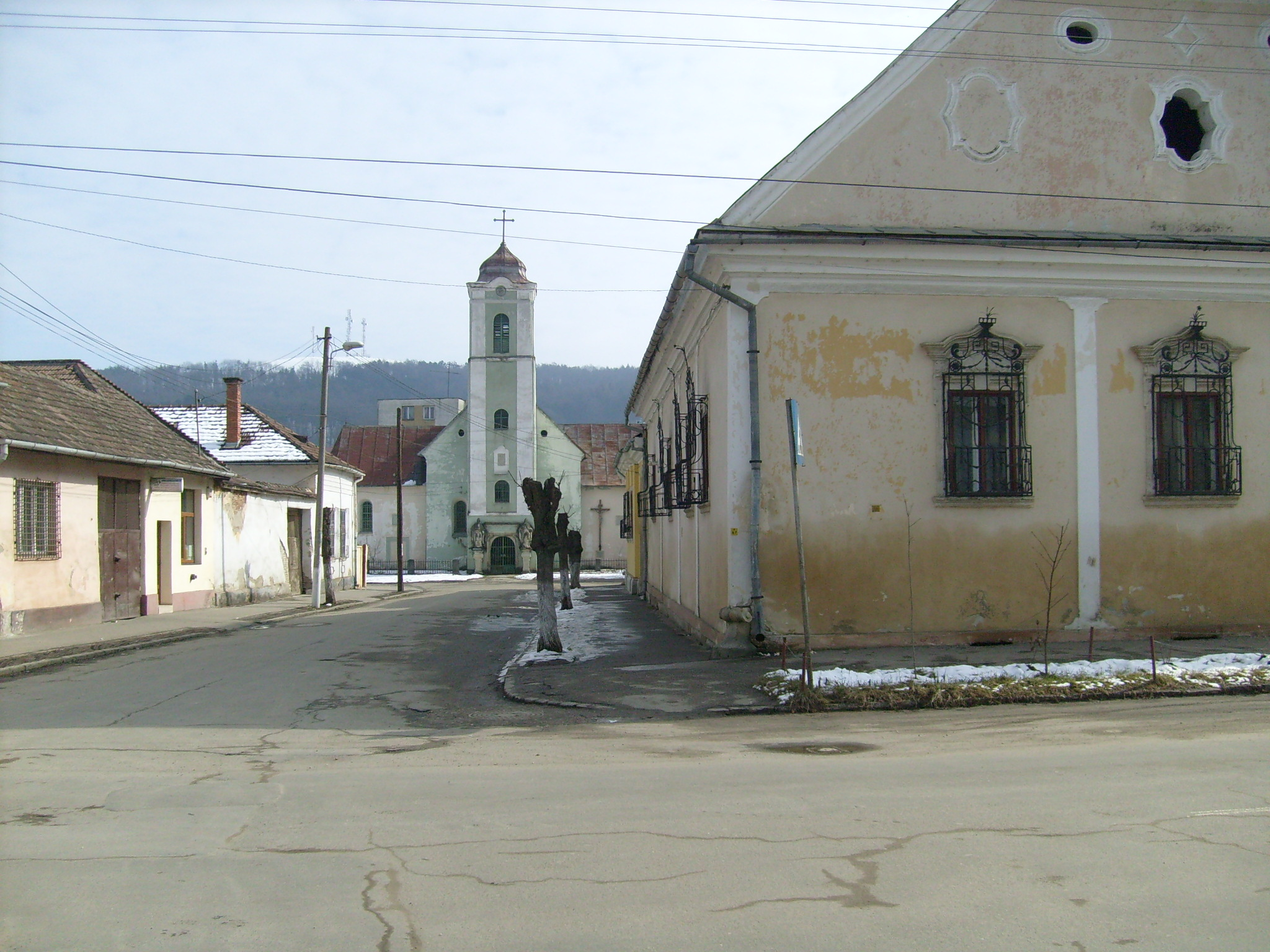
Casă barocă (în prim plan) și Biserica Solomon (în fundal)
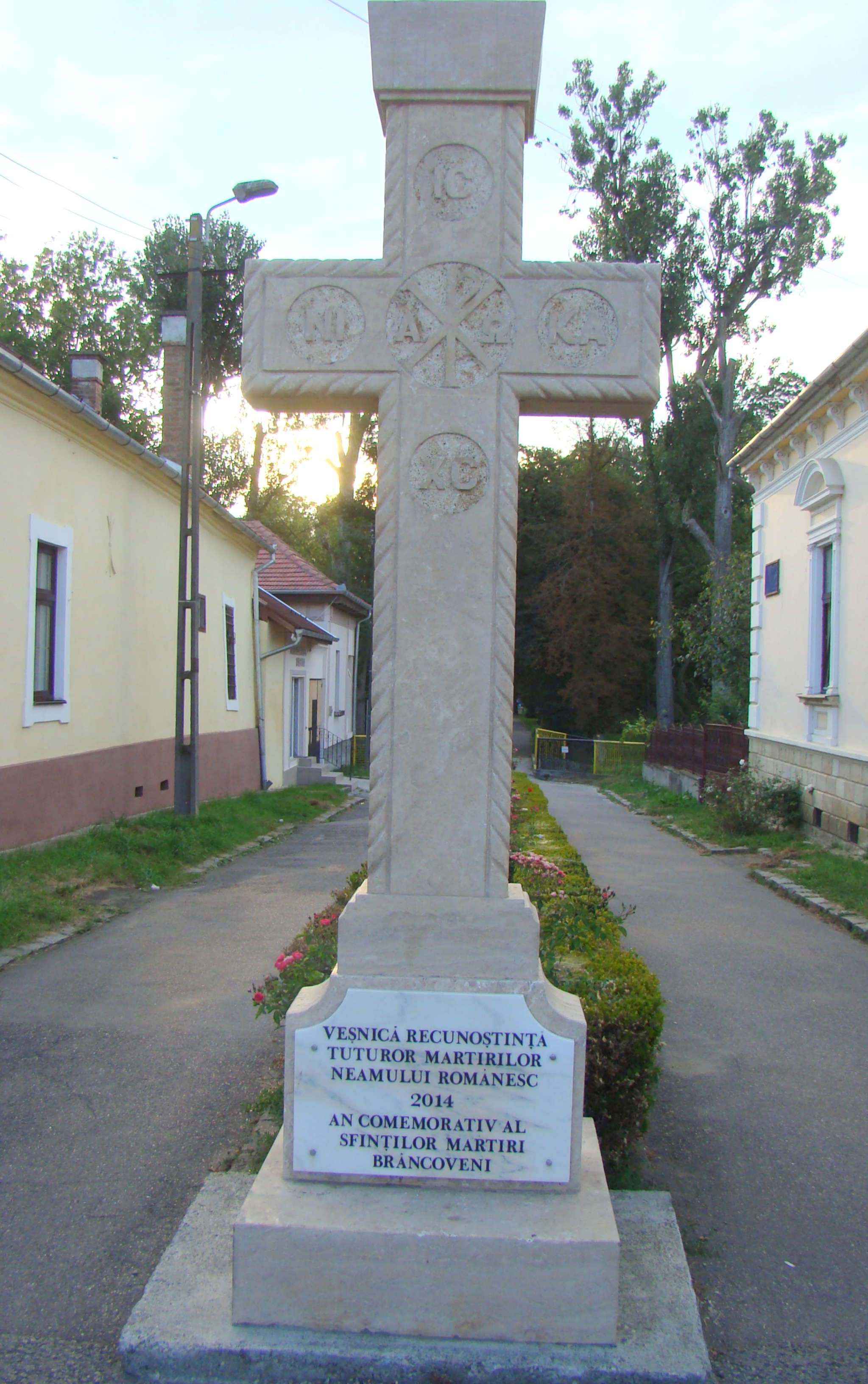
Crucea martirilor neamului
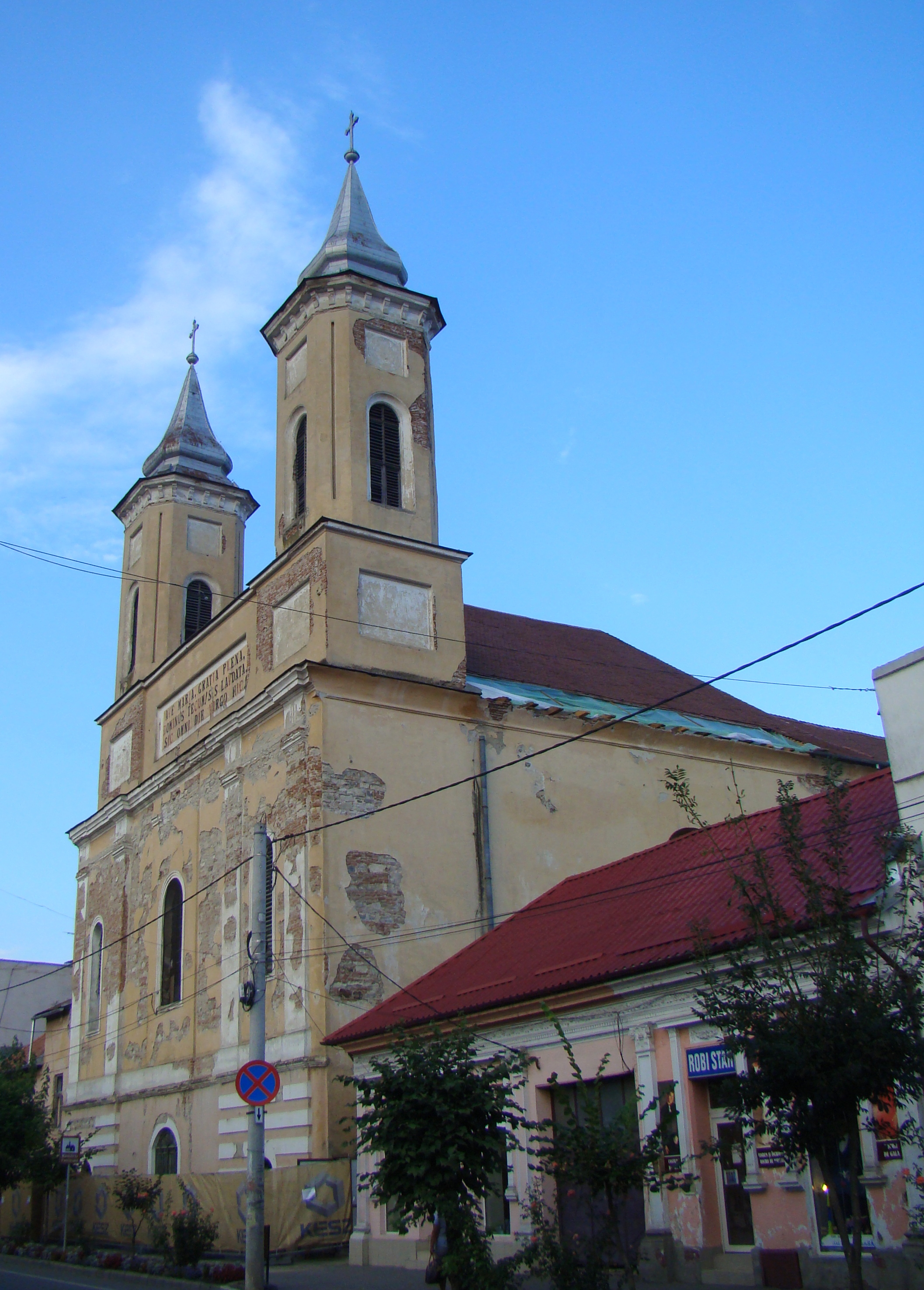
Biserica Franciscană din Gherla
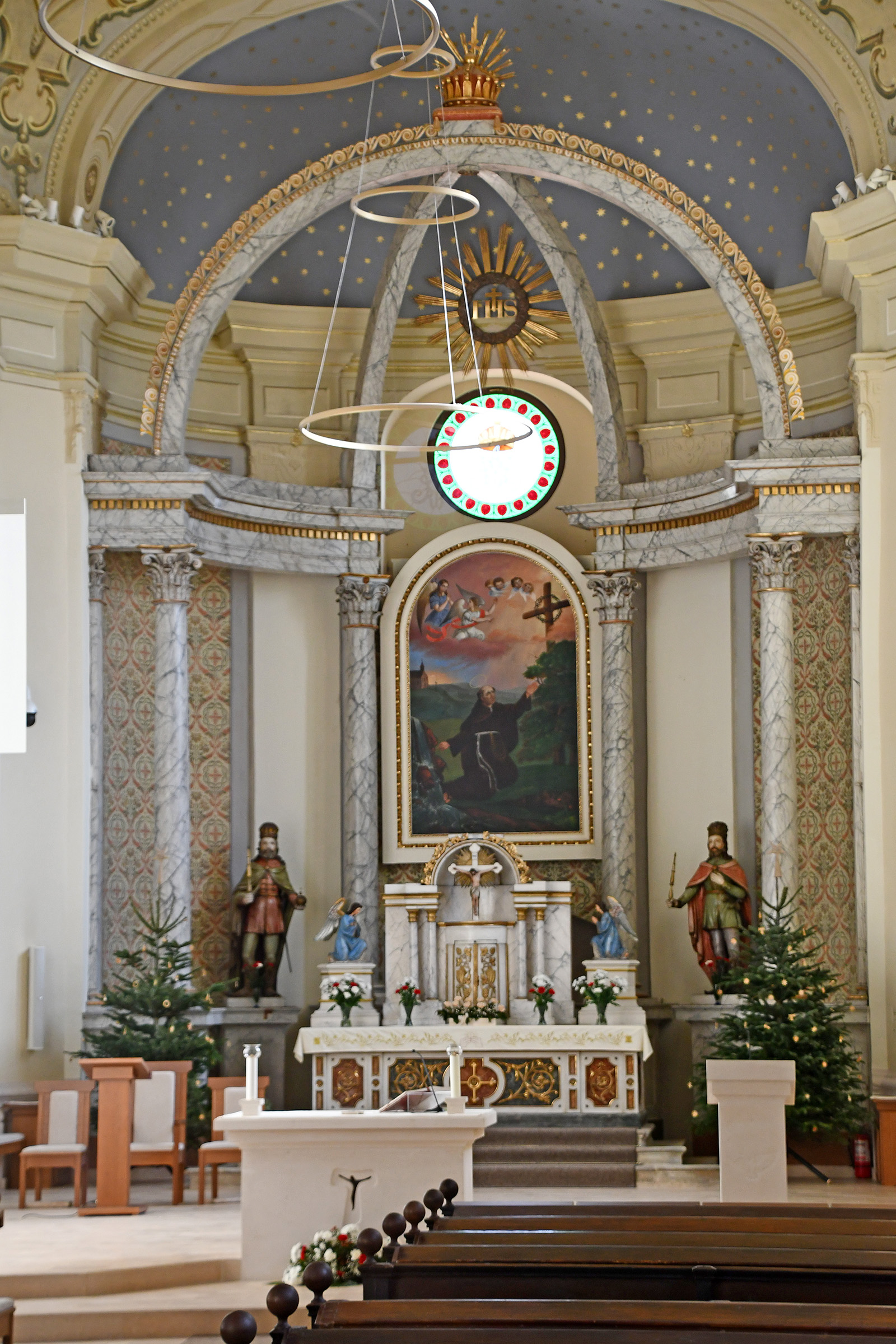
Biserica Franciscană din Gherla
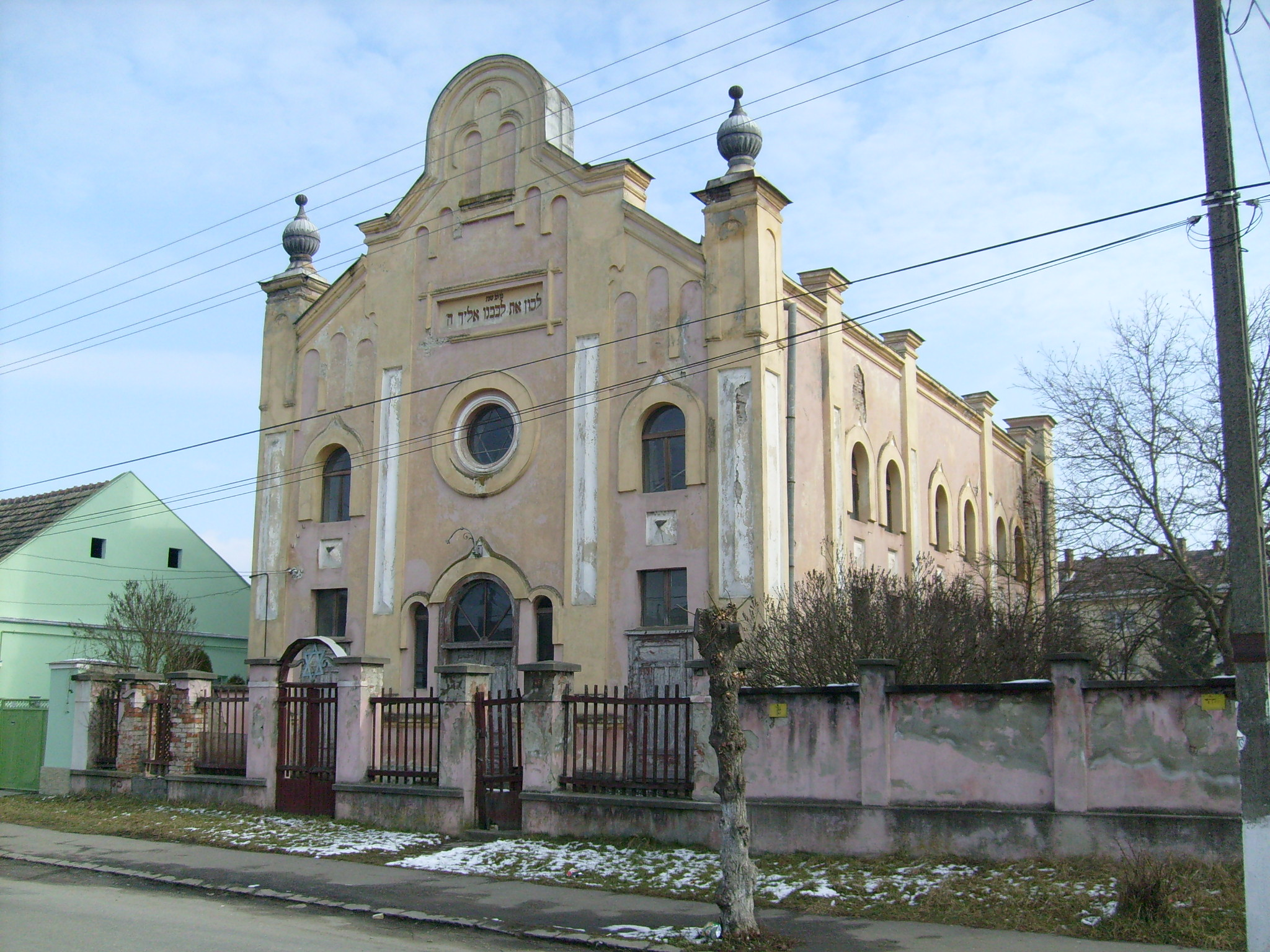
Sinagoga din Gherla
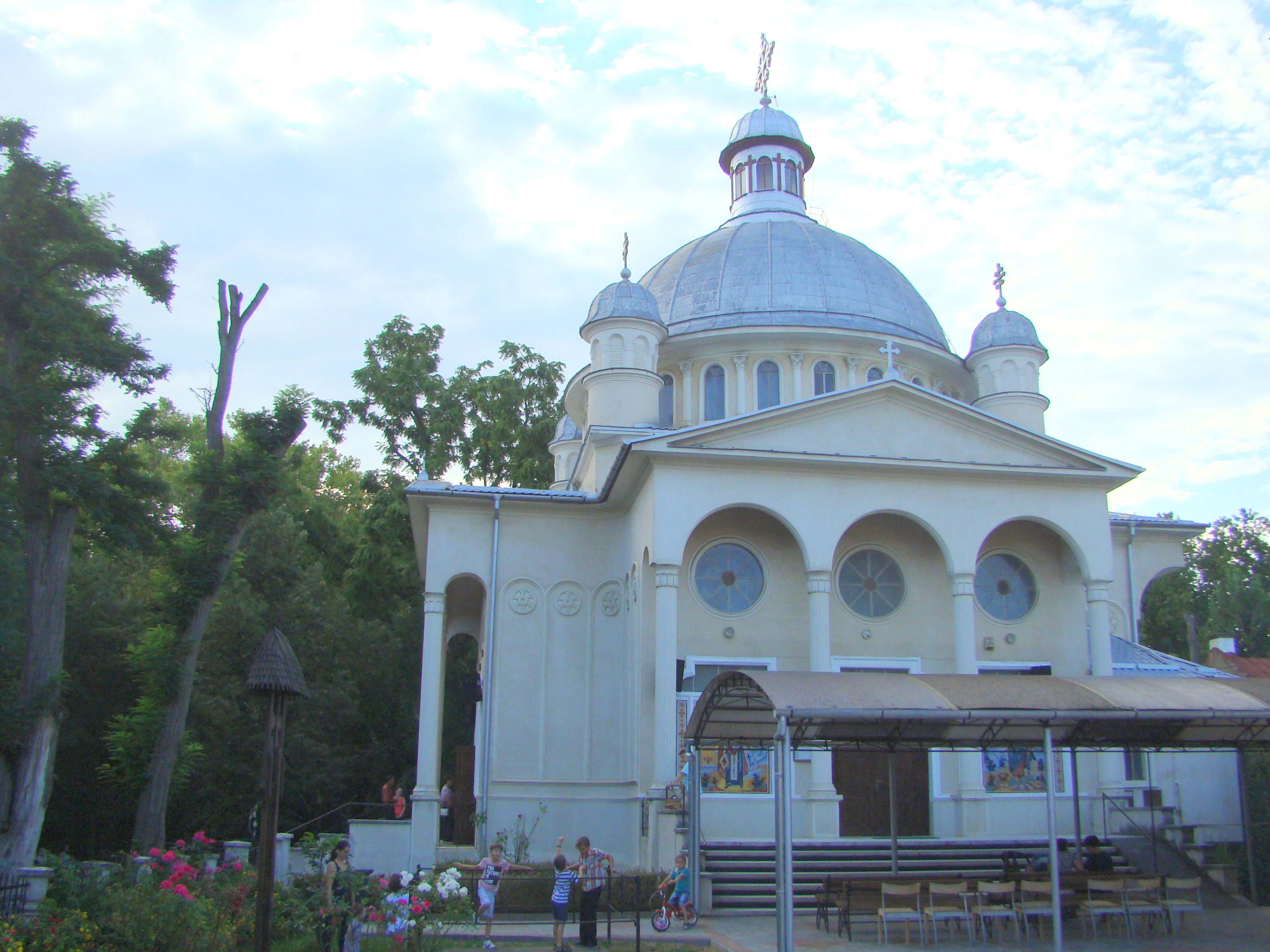
Biserica Sfântul Ierarh Nicolae („biserica din parc”)
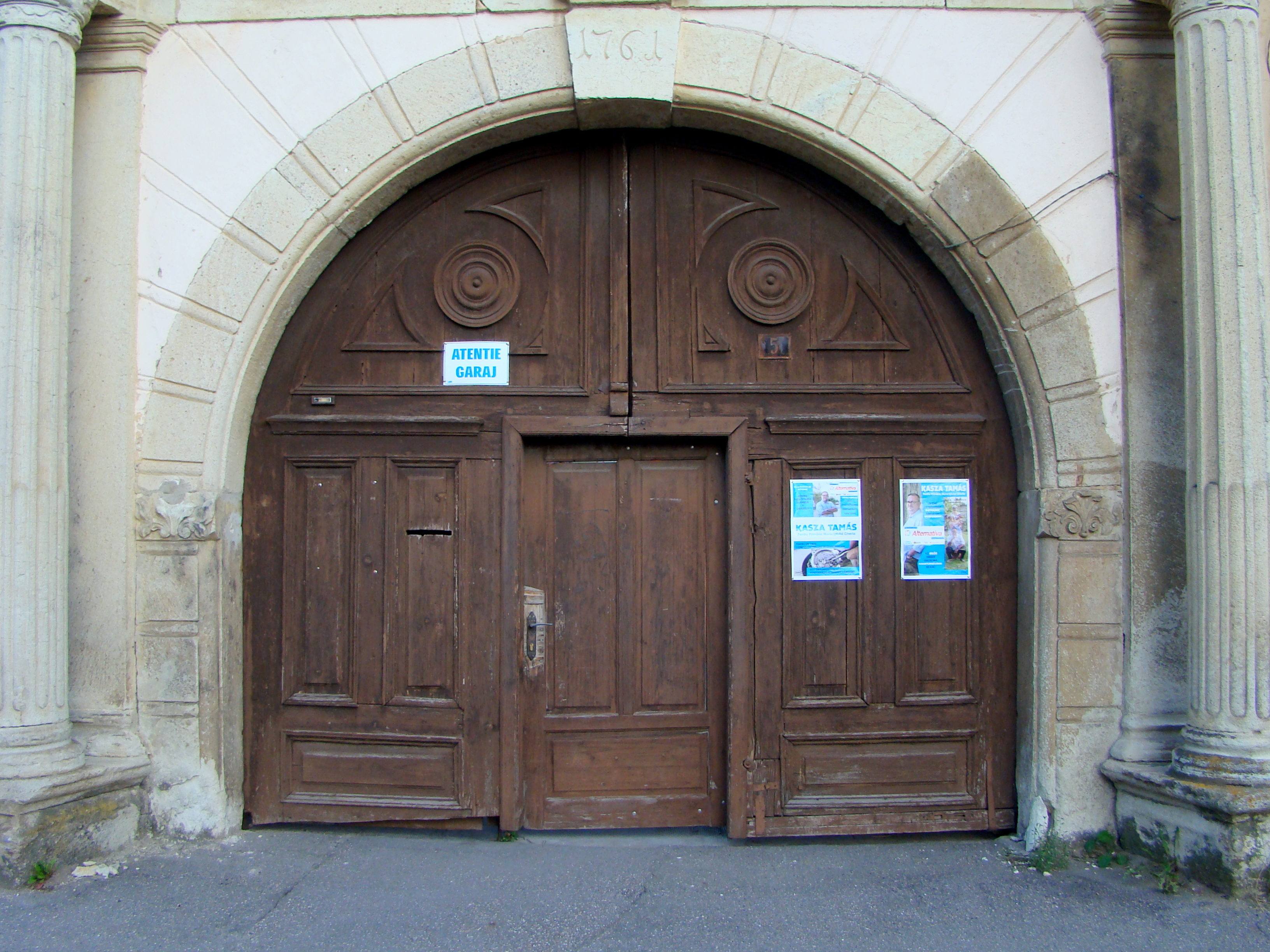
Poartă barocă, datând din 1761
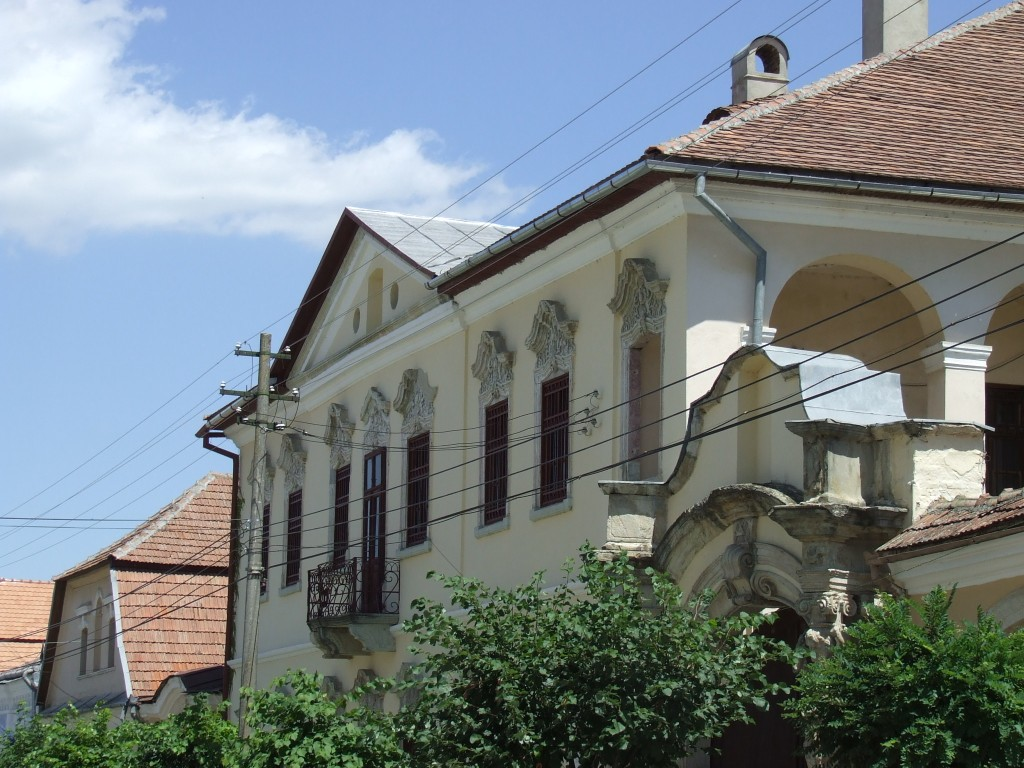
Preparandia[68] greco-catolică din Gherla (astăzi muzeu)
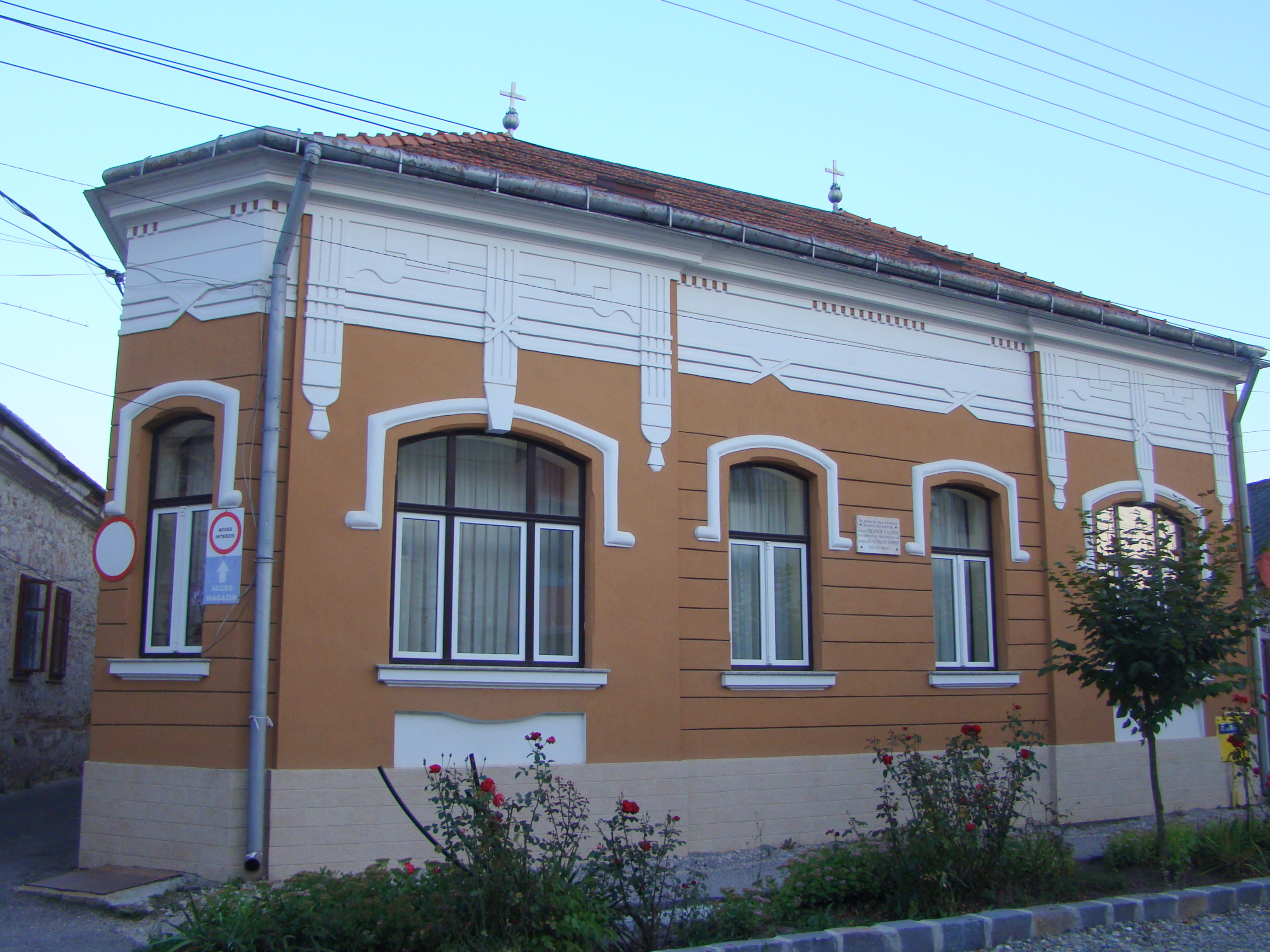
Casa în care a poposit în repetate rânduri poetul George Coșbuc, ca oaspete al prietenului său, Octavian Domide, prelat papal
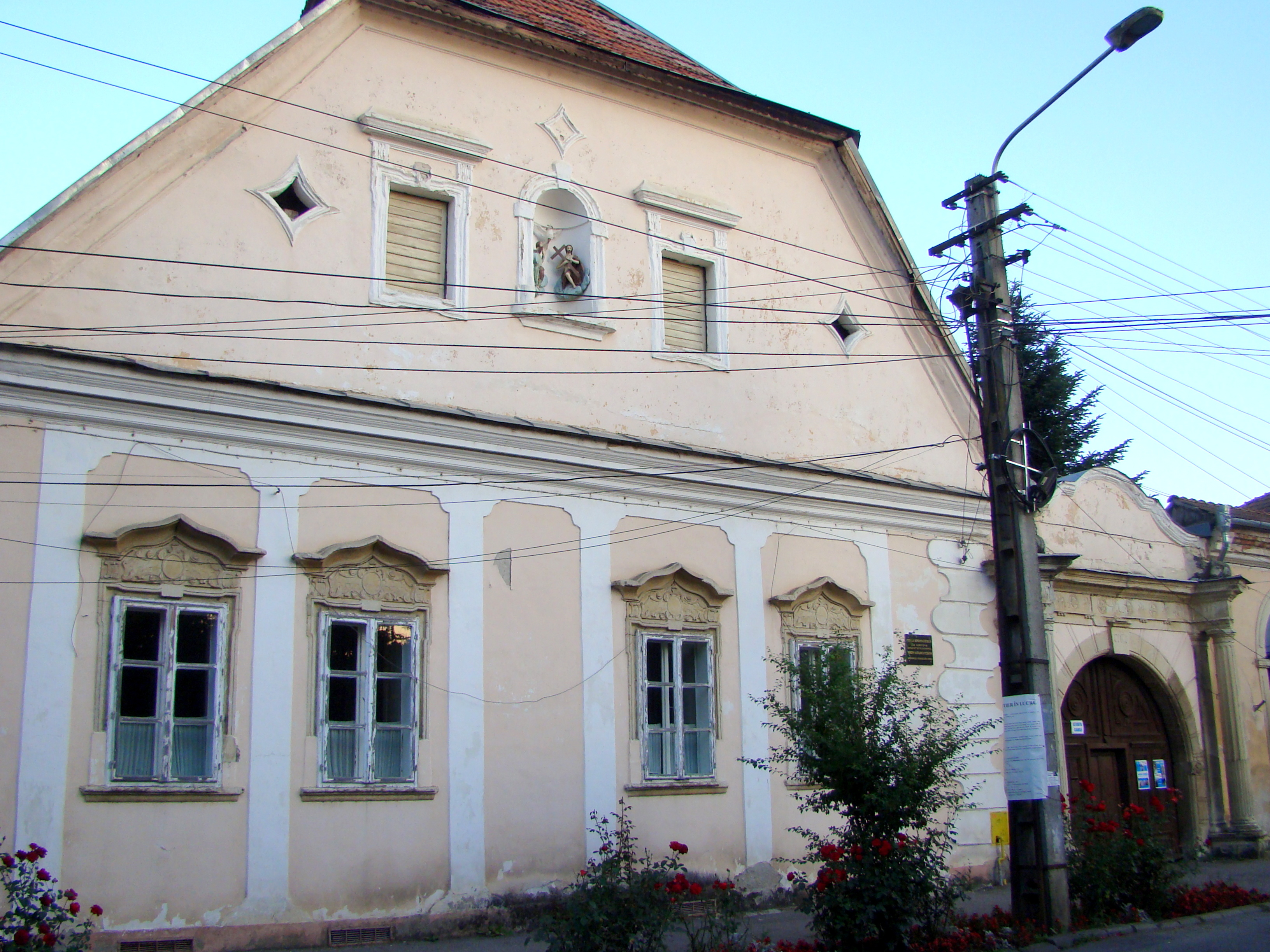
Casa parohială a bisericii armeano-catolice (monument istoric)
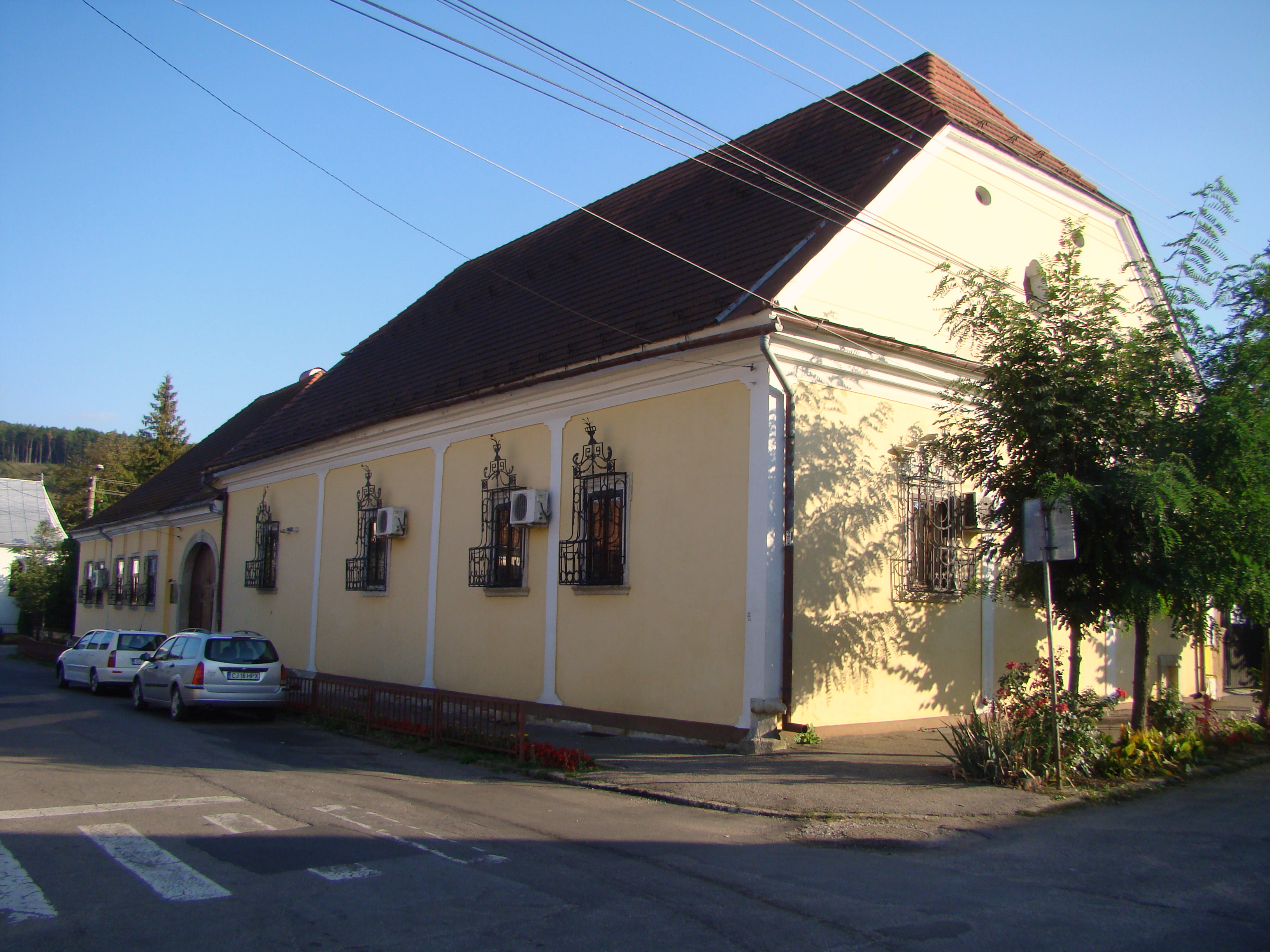
Casă, str. Dragoș Vodă 9 (monument istoric)
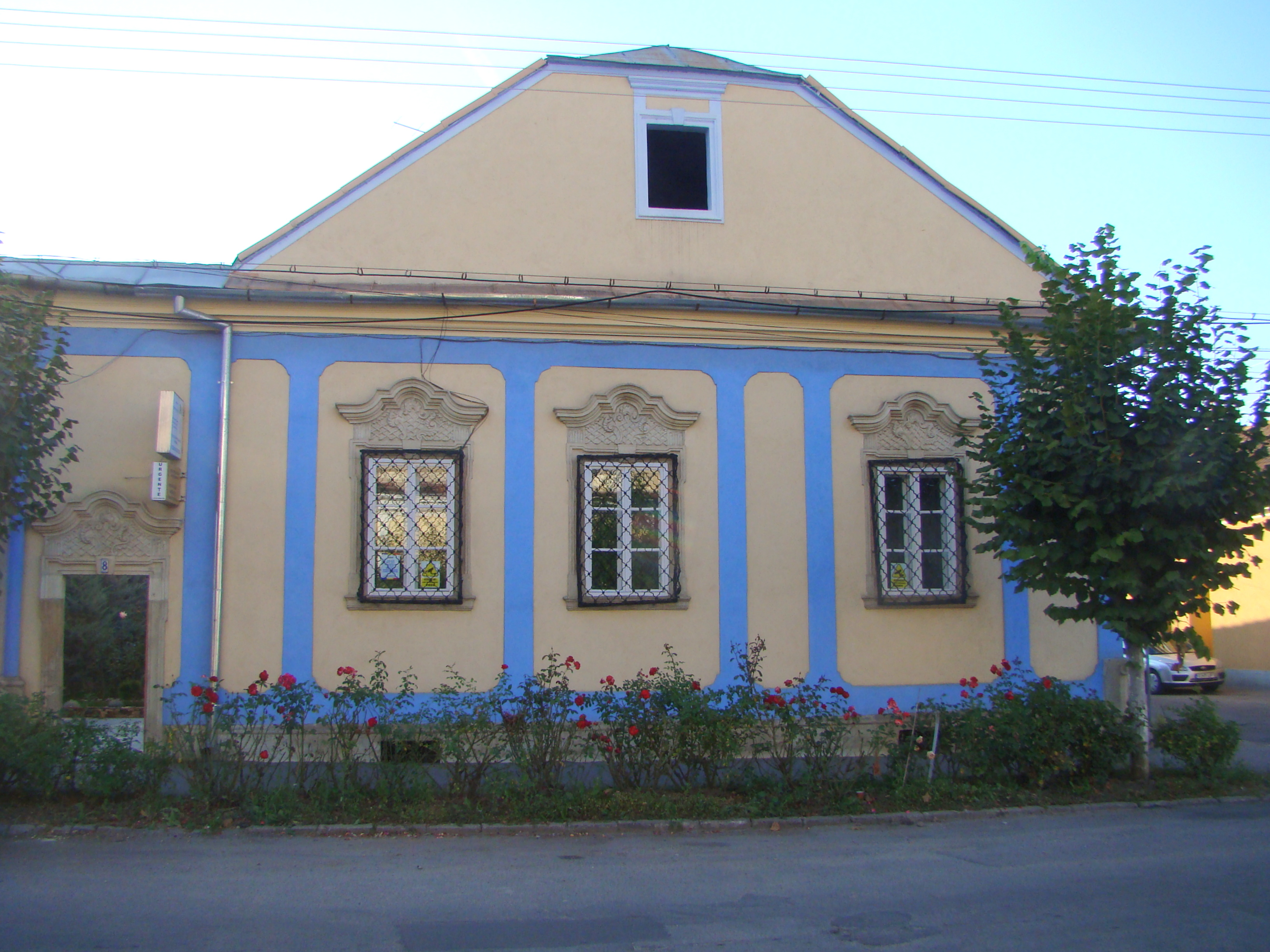
Casă, str. Dragoș Vodă 8 (monument istoric)
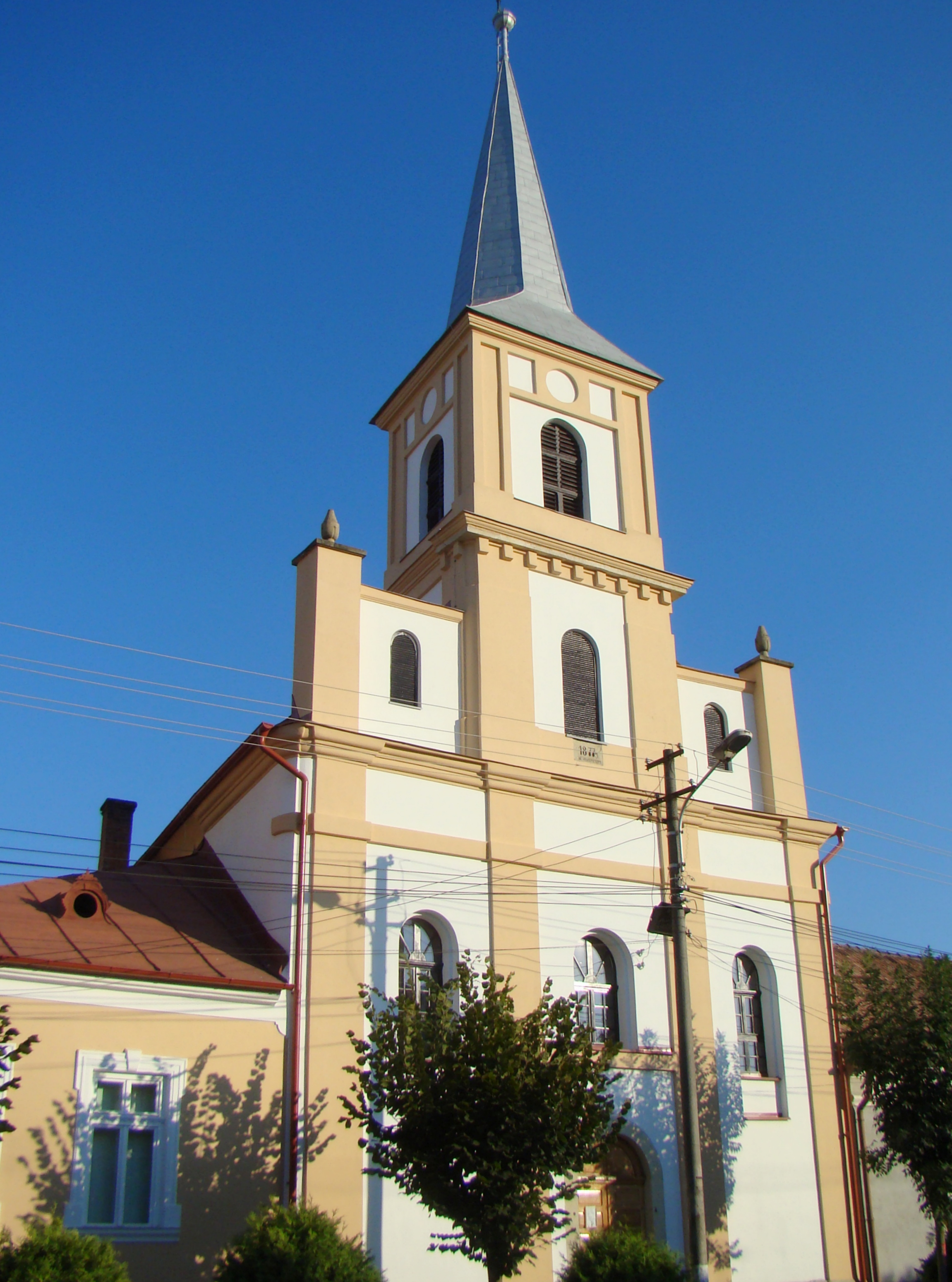
Biserica reformată (1877)
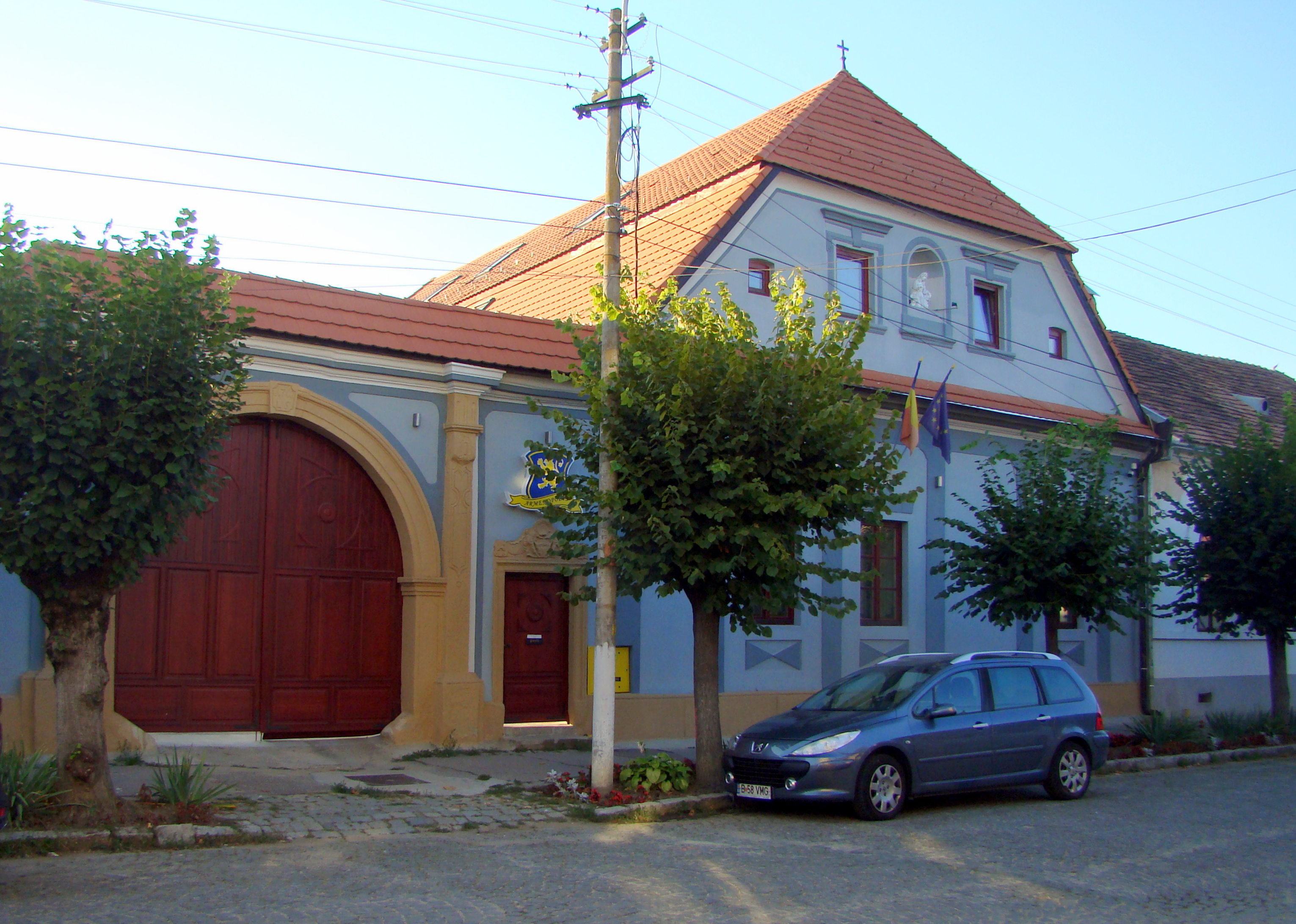
Casă, str. Mihai Viteazul 15 (monument istoric)
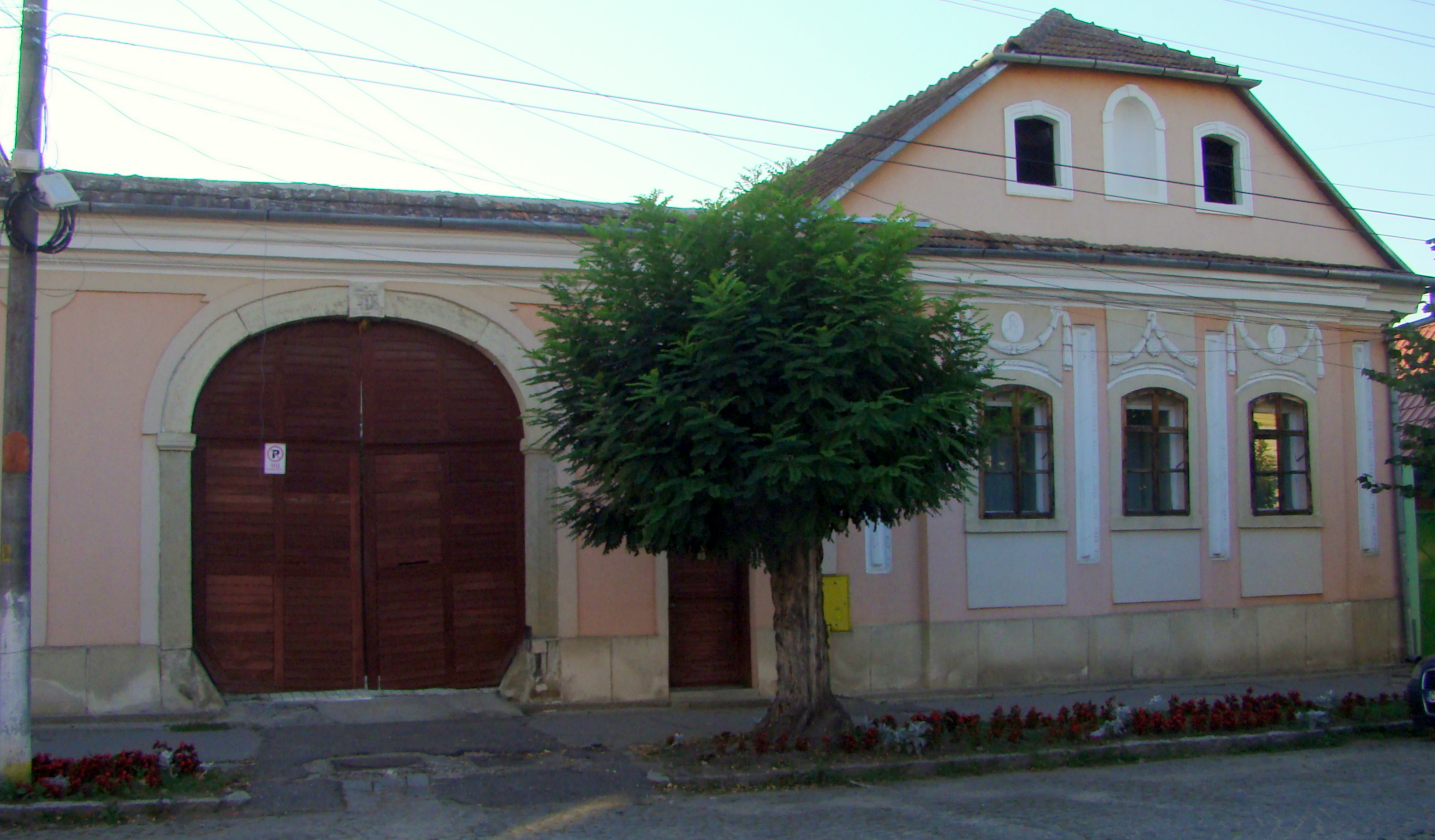
Casă, str. Mihai Viteazul 11 (monument istoric)
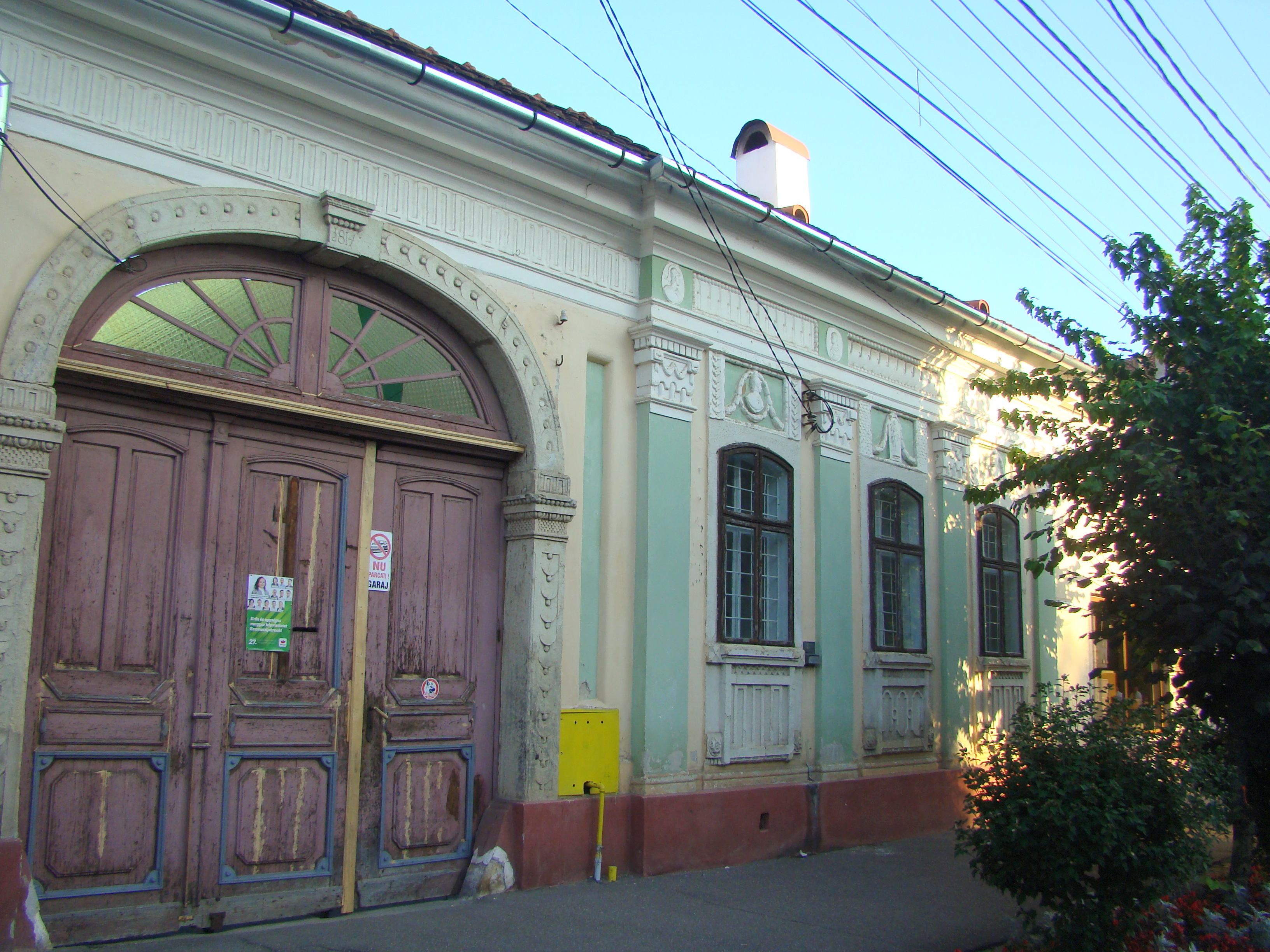
Casă, str. Mihai Viteazul 2 (monument istoric)